# Фірташ Дмитро Васильович
Дмитро́ Васи́льович Фі́рташ (2 травня 1965 , Синьків, Тернопільська область ) — український проросійський олігарх, бізнесмен, інвестор, співвласник збанкрутілого та ліквідованого Надра Банку та проросійського телеканалу «Інтер» (2006—2021), меценат, голова Ради директорів Group DF. З 18 червня 2021 року перебуває під санкціями, запровадженими РНБО України.

## Життєпис
Народився 2 травня 1965 року в селі Богданівка (нині Синьків) Заліщицького району, Тернопільської області. Мати працювала бухгалтером на цукровому заводі, батько — водієм. Дмитро до 17 років із матір'ю вирощував на продаж помідори.
З 1982 по 1984 рік навчався в Краснолиманському ПТУ № 119, за власними словами закінчив Донецький залізничний технікум за фахом машиніст локомотива, але такого навчального закладу тоді не існувало..
Призваний на строкову службу до армії. Починав службу в школі сержантів 80-го навчального центру РВСП (Котовськ Одеської області), за рік призначений заступником командира взводу у військову частину 19-ї ракетної дивізії (Хмельницький). Закінчив службу старшим сержантом 1986 року. В біографії стверджується, що під час проходження військової служби Фірташ був нагороджений бронзовою медаллю ВДНГ «За досягнуті успіхи в розвитку народного господарства СРСР» та «орденом Знак пошани». Але підтверджень цьому немає.
Після служби поїхав до Чернівців, де одружився з Людмилою Юлієвною Грабовецькою, має дочку Іванну 1988 року народження від цього шлюбу. Займався дрібною підприємницькою діяльністю: вирощував на продаж помідори, троянди, розводив песців. Офіційно працював водієм в пожежному відділенні Чернівецької взуттєвої фабрики.
Почав займатися бізнесом наприкінці 1980-х років, став співвласником фірми подружжя Калиновських «КМІЛ».
У 1996 — Марина Калиновська і Фірташ вивезли свої сім'ї на постійне проживання до Німеччини де жили щонайменше до 1999 року. До кінця 1990-х у Берліні вони відкрили транспортну компанію MDF Transspeditions (Marina & Dmitriy Firtash Transspeditions). В Німеччині Фірташ і Калиновська встановили контакти з впливовими бізнесменами і чиновниками з Туркменістану.
У 2001 році Дмитро Фірташ і Марина Калиновська офіційно оформили шлюб. У 2005 році з'явилася інформація про їхнє розлучення та суперечки щодо розподілу майна. У 2006 році Фірташ та Калиновська підписали мирову угоду щодо цього.
Третя дружина — Лада Павлівна Фірташ; в цьому шлюбі бізнесмен має двох дітей: дочку Ганну 2005 року народження та сина Дмитра 2007 року народження.

## Підприємницька діяльність
У 1980-х роках почав бізнесову діяльність із продажу продовольчих товарів, став співвласником (за іншими даними — одним з керівників: до 1992 року заступником директора із комерційної частини фірми, потім комерційним директором) фірми подружжя Калиновських «КМІЛ», яка випускала консервовані продукти. Працював в Чернівцях, потім в Москві. За його словами, першою великою операцією, яку він особисто провів, був обмін 4000 тонн українського сухого молока на партію узбецької бавовни, продаж її в Гонконзі — виручка склала $50 тисяч.
У 1992–1993 роках спільно з Олегом Пальчиковим налагодив бізнес з продажу горілки. Влітку 1995 року заарештований за підозрою в контрабанді великої партії спирту, але пізніше звільнений. Стверджує, що він в цей період заснував енергетичний бізнес і налагодив торгові зв'язки з Туркменістаном. 2 січня 1996 року отримав вогнепальне поранення під час конфлікту із Олегом Матієго в ресторані «Європейський» в Чернівцях.
Перший газовий контракт для «КМІЛ» забезпечив Володимир Галаздра — фактичний власник українсько-швейцарського спільного підприємства «Барі», одного з газотрейдерів АТЗТ «Інтергаз» Ігоря Бакая. «Інтергаз» здійснював бартерні поставки туркменського газу в обмін на продовольство.
12 травня 2000 року фірма «КМІЛ» отримала ліцензію на право здійснення підприємницької діяльності по постачанню в Україну природного газу за нерегульованим тарифом. Невдовзі Фірташ і Калиновська одержали пропозицію про співробітництво від найбільшого на той час газового трейдера «Ітера» Ігоря Макарова. Для забезпечення спільних схем по постачанню продовольства в Туркменістан 15 січня 2001 року на Кіпрі була зареєстрована компанія Highrock Holding Ltd.
30 січня 2001 року директором Highrock Holding Ltd був призначений Дмитро Фірташ. За даними інших джерел більшу частину 1990-х років Дмитро Фірташ прожив у Ашхабаді, а початком його «газової» кар'єри став укладений в 1993 чи 1994 році контакт з урядом Туркменістану, що передбачав поставки туди продовольства в обмін на природний газ. Потім Фірташ продавав вже свій товар Ігорю Бакаю, «Інтергаз» якого мав квоти на поставки газу в Україну. Цієї ж версії дотримується й офіційна автобіографія підприємця. За словами Фірташа, після того як «Інтергаз» фактично припинив існування, він продовжив аналогічне співробітництво з компанією «Омранія», а пізніше через Highrock Holding Ltd і Highrock Properties — з «Ітерою». Ізраїльську Highrock Properties джерела пов'язують з особою українського підприємця і кримінального авторитета Семена Могилевича.
5 грудня 2002 року російський монополіст ВАТ «Газпром» і НАК «Нафтогаз України» підписали угоду про створення спільного підприємства, яке мало здійснювати транзит туркменського газу. А наступного дня, 6 грудня 2002 року в угорському селищі Чабди чотирма фізичними особами — громадянами Ізраїлю і Румунії була створена компанія Eural TransGas (ETG). На посаду директора ETG був призначений колишній співробітник угорського представництва «Газпрому» Андреас Кноп. Тим не менше, усі експерти вважають основною афілійованою особою Eural TransGas Дмитра Фірташа. Вже в 2003 році Eural TG, яка замість «Ітери» уклала ексклюзивні контракти на поставки туркменського газу в Україну, стала першим газовим монополістом і посередником у постачаннях туркменського газу.
У цей час почав інвестувати в хімічну промисловість, придбавши контрольний пакет акцій заводу «Таджик Азот» — одного з провідних виробників мінеральних добрив Середньої Азії. Директор «ТаджикАзот» Т. Гозіев згадує слова Фірташа про підприємство, який сказав, що «цей завод не дає мені ніяких доходів, але він мені дорогий як моє дитя, „Таджиказот“ — перший завод, який я купив, коли став багатим».
2003  — придбав хімічний завод «Нітроферт» (єдиний в Естонії виробник аміачних добрив, має доступ до портів Балтійського моря); створив в Угорщині компанію Emfesz для розвитку газового та енергетичного бізнесу, через два роки компанія отримала ліцензію на продаж природного газу в Польщі; став акціонером ВАТ «Рівнеазот» — найбільшого виробника азотних добрив на заході Україні. Завдяки масштабній модернізації Групи компаній Group DF Дмитра Фірташа нині це підприємство є найбільш енергоефективним серед українських виробників азотних добрив.
2004 — створив компанію «РосУкрЕнерго» для здійснення транзиту газу в Україну, в країни Європейського Союзу (співзасновник «РосУкрЕнерго» — російський «Газпром»), компанія «РосУкрЕнерго» в 2004–2009 рр.. була посередником при постачаннях газу в Україну і ЄС. 7 липня 2014 російський «Газпром» і австрійська Centragas Holding AG, підконтрольна українському бізнесменові Дмитру Фірташу, ухвалили рішення про ліквідацію компанії РосУкрЕнерго AG (RUE, Швейцарія).
2004 — придбав австрійську компанію Zangas Hoch und Tiefbau GmbH, спеціалізовану на будівництві газопроводів; став головним акціонером «Кримського содового заводу» (Красноперекопськ) і «Кримського ТИТАНУ» (Армянськ).
2007 — з метою консолідації управління активами в різних сферах бізнесу створив Group DF (The Firtash Group of Companies). До її складу увійшли деякі активи у сфері хімічної промисловості.
У 2010 році для зміцнення позицій України на світовому ринку добрив Дмитро Фірташ розпочав процес об'єднання українських азотних підприємств. У вересні 2010 року — березні 2011 року став власником «Концерну „Стирол“»(Горлівка), «Сєверодонецького об'єднання „Азот“», черкаського «Азоту».
Активно розвивав титанові підприємства. Для подвоєння обсягів випуску діоксиду титану на «Кримському ТИТАНі» Дмитро Фірташ здійснює масштабні інвестиції у підприємство. Нині завершено будівництво нового цеху з виробництва сірчаної кислоти. Для розширення сировинної бази титанової промисловості України Група компаній Дмитра Фірташа Group DF 2010 року запустила Міжрічинський гірничо-збагачувальний комбінат.
Партнером Фірташа по бізнесу був також один з «путінських» олігархів Аркадій Ротенберг (спаринг-партнер російського президента в дзюдо).
2011 року голова РПЦ патріарх московський Кирил Гундяєв нагородив Фірташа орденом РПЦ «Святого преподобного Серафима Саровського» II ступеня. Дмитро отримав нагороду за фінансування будівництва Свято-Троїцького собору вознесенського чоловічого монастиря (село Банчени, Чернівецька область).

### Статки
- 2006 — № 8 у рейтингу найбагатших українців, журнал «Кореспондент». Dragon Capital оцінила його статки в $1,4 млрд.
- 2008 — № 11 у рейтингу найбагатших українців з активами в $1,71 млрд, журнал «Фокус»
- 2013 — № 4 в рейтингу журналу Фокус найбагатших українців зі статками у $3,327 млрд.[38]
- 2019 — посів восьме місце в рейтингу журналу «НВ» «топ-100 найбагатших українців» зі статками у $792 млн.[39]
- 2021 — № 25 у рейтингу українського Forbes у рейтингу найбагатших українців, статки — $420 млн[40][41].

### Активи
Group DF об'єднує активи у сфері хімічної промисловості, енергетичній інфраструктурі. Основними напрямками діяльності групи є азотний, титановий, газовий та банківський бізнеси. Інші сфери діяльності групи на сьогодні включають агробізнес, медійний бізнес, виробництво кальцинованої соди, розвиток енергетичної інфраструктури та нерухомість.
Підприємства, компанії Group DF розташовані в 11 країнах і здійснюють свою діяльність в Україні, Австрії, Естонії, Італії, Німеччині, Росії, Таджикистані, Угорщині, Швейцарії.
На підприємствах, що входять до складу Group DF, працюють 100 тис. співробітників.
У квітні 2014 року Дмитро Фірташ заявив, що не дивлячись на складні умови бізнесу в Україні, а також попри політичну кризу його підприємства OSTCHEM продовжують нарощувати виробництва. Інвестиції, спрямовані в розвиток і модернізацію потужностей підприємств холдингу OSTCHEM дозволили істотно збільшити обсяги виробництва в першому кварталі 2014 року «Рівнеазоту», «Концерну Стирол», «Кримського содового заводу». Окрім того, про нарощування виробництва заявило також і керівництво «Запорізького титано-магнієвого комбінату», (що входить до Group DF), в березні 2014 (порівняно з лютим 2014) збільшило виробництво титанової губки на 8,8 % з 464 до 505 тонн. Підприємство повністю виконало виробничий план, а у березні збільшили не тільки обсяги виробництва титанової губки, а й на 43 % збільшили збут. Відвантажили клієнтам 528 тонн.
У лютому 2013 року компанія GDF MEDIA LIMITED, що входить до групи компаній Дмитра Фірташа Group DF, придбала компанію U.A. Inter Media Group (об'єднує телеканали Інтер, Інтер+, К1, К2, Мега, НТН, Піксель, Enter-фільм і Zoom).
Нерухомість
- Відень: Офіс компанії Фірташа «Centragas Holding» в центрі міста (збудований у 1873 р.), за адресою: Schwindgasse 5, Wien[55]
- Відень: Приватний маєток в віденьському районі Гітцінг
- Лондон: Будинок колишньої станції лондонського метро «Brompton Road». — адреса: 206 Brompton Rd, Knightsbridge, London SW3 2BQ. Вартість: ₤53 млн, придбана Фірташем 27 лютого 2014[56]
- Лондон: сучасний 3-поверховий житловий будинок в цьому ж кварталі. Орієнтовна вартість: ₤60 млн, дата купівлі 21.11.2012
- Лондон: квартира в тому ж кварталі, що записана на дружину, Ладу Фірташ. — адреса: 13 Brompton Square, Knightsbridge, London SW3 2AA. Орієнтовна вартість: понад ₤1 млн, дата купівлі: 25.03.2013
- Французька Рив'єра: Вілла «La Mauresque»[en] на півострові Сен-Жан-Кап-Ферра поблизу Ніцци. Збудована близько 1900, колишня власність короля Леопольда II, потім помешкання письменника і драматурга Сомерсета Моема. Належить до Національного реєстру культурної спадщини Франції[57]  Дім та ділянка с садом, басейном та тенісним кортом. — Купована Фірташем у 2005 за €49 млн.[58] Офіційно оформлена на компанию LM Holdings[59]. — адреса: 52 Boulevard du Général de Gaulle, 06230 Saint-Jean-Cap-Ferrat, France.

## Політика
Навесні 2002 року намагався пройти до ВРУ за списком партії «Жінки за майбутнє» під патронуванням Людмили Кучми, дружини тодішнього Президента України. Партія отримала 2.11 % голосів і Фірташ не потрапив до парламенту.
2010 року брав участь у фінансуванні президентської кампанії Віктора Януковича. Фірташ не заперечує свою підтримку на виборах Януковича.
2011 року Фірташ заявив, що Віктор Ющенко планував хороші реформи, але втілити їх у життя йому завадила Тимошенко.
Фірташ уперше висловив своє ставлення щодо політичної кризи 2013—2014 рр. в Україні та відреагував на Євромайдан більш ніж через 2 місяці з початку подій. 30 січня 2014 він закликав вирішувати протистояння мирним шляхом.
19 лютого 2014 відкрито звернувся до Президента України, Кабміну, учасників парламенту і закликав зупинити силове протистояння в державі і негайно приступити до вирішення кризи у парламенті.
В березні 2014 звернувся від імені ділових кіл України до голови Російського союзу промисловців і підприємців Олександра Шохіна, а також до всього ділового співтовариства Росії щодо ситуації, що склалася на політичній арені, та закликав російських бізнесменів зупинити війну між Росією та Україною.
Віктор Янукович неодноразово заявляв, що саме Фірташ був організатором та спонсором Майдану.
Деякі українські і європейські журналісти та політологи стверджували, що Фірташ був спонсором Революції гідності.
У ЗМІ з'являлись дані про причетність Фірташа до фінансуванні партії «Острів Крим» на початку 2000-х та проросійської організації «Російська єдність», котра 2014-го брала активну участь у окупації Криму Росією. Керівник «Російської єдності» Аксьонов заперечив зв'язок із Фірташем. За його словами, він раз мав можливість особисто зустрітися з Фірташем.
3 квітня 2014 року Фірташ заявив, що із великою надією чекає президентських виборів, які дозволили б подолати хаос в Україні та зміцнити позиції держави на міжнародній політичній арені.
11 квітня 2014 року Голова Федерації роботодавців закликав великий український бізнес діяти відповідно до логіки «економічного патріотизму» та закуповувати максимум товарів у вітчизняних компаній.
30 квітня 2014 року в інтерв'ю ВВС заявив, що нестабільну ситуацію на сході України координує Юлія Тимошенко. За словами Дмитра, проблеми в країні їй потрібні для того, щоб можна було ввести надзвичайний стан, таким чином Тимошенко хоче зірвати вибори президента, на перемогу в яких вона не має шансів. Фірташ зазначав, що маючи сто депутатів у парламенті, Тимошенко практично узурпувала владу в країні, а її однопартійці Олександр Турчинов та Арсеній Яценюк очолювали уряд.
30 травня 2015 року під час засідання Земельного суду у Відні, Фірташ заявив, що фінансово підтримував партію «УДАР» Віталія Кличка, через розчарування у Януковичі. Сам Кличко назвав ці заяви некоректними. Під час суду Фірташ також підтвердив, що у березні 2014 року за його ініціативою у Відні проходила зустріч з Порошенком та Кличком, але деталі зустрічі розповідати відмовився. Він також повідомив, що мав декілька таємних зустрічей з Тимошенко, на яких вона просила підтримки, пропонуючи натомість вирішити його проблеми.

## Санкції, розслідування та судові справи

### Санкції
18 червня 2021 року РНБО ввела санкції проти Фірташа та Павла Фукса. За словами секретаря РНБО Олексія Данилова, українською зовнішньою розвідкою доведено факти постачання сировини, яка вироблялась на підприємствах «титанового бізнесу» Фірташа на військові підприємства Росії. Фірташ три доби утримувався від будь-яких коментарів і лише 21 червня адвокати олігарха розповсюдили заяву, що «пан Фірташ категорично заперечує звинувачення, які, на його думку, невірні», але не надали жодних коментарів по суті.
У листопаді 2024 року Велика Британія ввела санкції проти Фірташа та його дружини Лади Фірташ, що володіє британськими активами Фірташа, включно з будівлею старої станції метро Brompton Road. Також санкції було введено проти фінансового посередника Дениса Горбуненка, який сприяв корупційним схемам Фірташа.
Судові процеси
У грудні 2010 року Фірташ подав позов до суду в Лондона проти української англомовної газети Kyiv Post, звинувативши видання у тому, що її журналісти «створюють про Фірташа враження як про корумповану особистість». Видання заявило, що адвокати олігарха використали норму так званого закону про «наклепницький туризм», який дозволяє подавати позови до судів Великобританії за наклеп на будь-якого автора, якщо його стаття чи книга стала доступною читачам на території Британії. Газета зазначала, що «Фірташ звинувачує Kyiv Post у нанесенні збитку його репутації у Великобританії, незважаючи на те, що статтю там прочитали менше 50 осіб» і що юристи бізнесмена мотивують звернення саме до британського суду тим, «він був присутній на урочистому прийомі англійської королеви у 2005 році» та «фінансував відкриття українського відділення в Кембриджському університеті».
У лютому 2011 року Магістр Високого суду Лондона Джон Леслі відкинув цей позов, заявивши, що «позивач має „практично невловимий зв‘язок“ з Британією» і що "позов Фірташа до Kyiv Post є «майже зловживанням процесуальними нормами».

### Журналістські розслідування
В квітні 2013 року британське видання «Guardian» опублікувало результати розслідування Міжнародного консорціуму журналістів (International Consortium of Investigative Journalists — ICIJ). Згідно зі статтею ICIJ під назвою «Secret Files Expose Offshore's Global Impact» в розпорядження міжнародних ЗМІ потрапили понад 2,5 млн файлів у вигляді електронного листування, а також інших документів, які стосуються понад 120 тис. компаній, зареєстрованих в офшорній зоні на Британських Віргінських островах Українські олігархи потрапили до списку про офшорні оборудки тисяч бізнесменів світу. Дмитро Фірташ виявився в топ-списку користувачів офшорів, поруч з Маркосом (Філіппіни), Алієвим (Азербайджан) та Іванішвілі (Грузія).
На початку 2014 року телеканал «Інтер» (61 % акцій якого належить Фірташу) підпав під жорстку критику активістів Євромайдану. Активісти та журналісти стверджували, що телеканал служив рупором Партії регіонів та Віктора Януковича, висвітлюючи події, що відбувалися в Києві з провладної сторони. Неодноразово прихильники Євромайдану звинувачували канал та журналістів у заангажованості. В кінці лютого 2014 року до звинувачень активістів та прихильників Європейської революції в Україні приєдналась і група журналістів «Інтеру», оприлюднивши заяву про цензуру, незгоду з редакційною політикою телеканалу і заявили про перекручування та замовчування фактів, відсутність балансу як у сюжетах, так і у випусках новин.

### Антикорупційна справа у Таджикистані
В березні 2014 року державне Агентство по боротьбі з корупцією та фінансовому контролю Таджикистана звернулося до економічних судів Душанбе та Хатлонської області з позовом про визнання недійсним договору про створення СП ЗАТ «Таджик Азот», 75 % акцій якого належать українському бізнесмену Дмитру Фірташу. Державне агентство наполягало на незаконності угоди про створення спільного таджицько-кіпрського підприємства «Таджик Азот» між компанією Фірташа «Хайрок Холдінгс Лімітед» та державою, частка якої у зазначеному підприємстві становить 20 %. В антикорупційному відомстві зазначили, що державі було завдано збитків на $2 млн.
В квітні 2014 в інтерв'ю Таджицькому інформаційному агентству директор «ТаджикАзот» Т. Гозієв назвав позов Таджицького антикорупційного агентства «абсурдним»[відсутнє в джерелі]. Він також додав, що Головний акціонер Фірташ купив підприємство, яке «не коштував нічого» і вклав в «Таджик Азот» величезні кошти. За словами Гозієва, «оцінюють і вимагають націоналізації заводу ті люди, які не бачили підприємство до його приватизації». Тоді, в 1992-1995 роки завод призупинив свою діяльність, сьогодні ж кожне відділення заводу оснащене новим обладнанням, кожен агрегат працює з окремим комп'ютером[недоступне посилання з 24 лютого 2017]. По статутному капіталу Фірташ у 1999 році вклав у завод 24 мільйони сомоні, в 2001 році вклав в підприємство 100 мільйонів доларів і дав кредит у розмірі 20 мільйонів сомоні[недоступне посилання з 24 лютого 2017]. Гозієв зазначає, що відбирання підприємства у Фірташа «буде великою втратою для економіки держави, а захоплення майна підприємців не тільки знизить імідж Таджикистану на міжнародній арені, а й буде відвертим грабунком», директор підприємства певен, забрати завод у власника можна лише за 100—150 мільйонів доларів. Державна влада Таджикистану однак наголосила, що згідно розслідуванню антикорупційного відомства, державі було завдано збитків на $2 млн.
В квітні 2014 Економічний суд Душанбе визнав недійсною угоду щодо купівлі компанією українського бізнесмена Дмитра Фірташа 95 % акцій швейної фабрики «Гулістон» і постановив передати активи підприємства в розпорядження уряду Таджикистану. В постанові суду вказано, що 10 років тому назад, син засудженого зараз екс-міністра промисловості країни Саідова, якому належать 5 % акцій фабрики, використовуючи свої посадові повноваження, сприяв незаконній приватизації фабрики «Гулістон»

### Кримінальна справа у Німеччині
20 квітня 2016 у приватному будинку пана Фірташа в елітному кварталі Відня Гітцінг пройшли обшуки на запит Федеральної кримінальної служби ФРН. 22 квітня німецький телеканал NDR повідомив про відкриту у ФРН кримінальну справу, в якій фігурує, як свідок, Дмитро Фірташ. Під слідством перебувають двоє високопосадових співробітників Управління кримінальної поліції федеральної землі Мекленбурґ — Передня Померанія та ще кілька їх поплічників. Їх звинувачують у видачі «стороннім особам» службової інформації та отриманні за це від Фірташа хабарів у розмірі пріблизно €750.000. Слідство встановило, що протягом 2008—2016 рр. вони регулярно отримували гроші в обмін на копії службових документів, які стосувалися розслідування справи Д.Фірташа у США.
Один із підозрюваних, а саме головний комісар кримінальної поліції м. Шверіна 60-річний Гайнц-Петер Гандорф (Heinz-Peter Hahndorf), не маючи на це повноважень, робив запити від імені німецької поліції до секретних служб США з проханням надати інформацію про хід розслідування у справі Фірташа, стверджуючи, що нібито поліція Мекленбурґу теж провадить слідство проти олігарха. Йому активно допомагала посередниця з широкими зв'язками в чиновному світі колишня агентка Штазі з Берліна 69-річна Крістіна Вількенінг (Christina Wilkening), кодове ім'я «Ніна». В справі також брали участь дружина Гандорфа та неназваний 32-річний офіцер карного розшуку. Ще один співробітник російського відділу БНД під кодовим ім'ям «Вандсбек», знаходиться під підозрою у державній зраді.. Обміни документів на гроші відбувалися на озері у північно-західному Бранденбурзі. Г.-П. Гандорфа підвела легковажна необережність і нескромність. Його офіційна чиновницька місячна зарплата в 4.200 євро здавалася «вузьковатою» для володіння ним авто Mercedes AMG C450 з 367 кс при стартовій ціні €85.000. Це трошки впадало колегам з служби карного розшуку в око.
27 січня 2017 Земельний суд Меккленбург-Померанії у Шверіні осудив тепер вже колишнього комісара Г.-П. Гандорфа та його добровільну «приватну детективку» К.Вількенінг «за отримання хабарів у особливо великих розмірах, розкриття службових таємниць та ухиляння від сплати податків» до трьох років позбавлення волі. Відбування покарання, відповідно до інкримінованих статей КК Німеччини, мало сягати десяти років, але вирок був пом'якшений з урахуванням «добровільного визнання» злочинців.
Потенційна кримінальна складова дій олігарха не була темою судового засідання, заявили в суді. Адвокати голови ради директорів компанії Group DF Дмитра Фірташа заявляли про відсутність будь-яких кримінальних справ у Німеччині проти українського підприємця іще у 2016 році.

### Справа Регіональної газової компанії
У травні 2023 року СБУ з БЕБ викрили схему розкрадання газу із газотранспортної системи України, до якої причетний Фірташ та топменеджмент його компаній. Серед підозрюваних у справі, окрім Фірташа, керівники «Регіональної газової компанії» (РГК), яка керує 20 міськ- та облгазами, контролюючи 70 % газорозподільних мереж України. 16 травня було вручено підозри Фірташу та 8 топ-менеджерам його компаній, відбулися обшуки у керівників фірм олігарха та облгазів.

## Кримінальні судові справи
Проти Фірташа ведуться кримінальні провадження по звинуваченням у корупції — у США; по суду його позбавили активів у Таджикистані. Фірташ заперечує ці звинувачення як «абсурдні» та «політично мотивовані».
Із березня 2014 року мешкає в Австрії, де його затримала місцева поліція за запитом США. Бізнесовий часопис Bloomberg Businessweek назвав перебування Фірташа в Австрії життям в «золотій клітці».

### Суд першої інстанції у Австрії
12 березня 2014 Дмитро Фірташ затриманий у Відні за запитом ФБР за підозрою в даванні хабаря у розмірі $18 млн індійським чиновникам для отримання дозволів на розробку родовищ титану в Індії. Однак 30 квітня 2015 року Кримінальний земельний суд Відня (Landesgericht für Strafsachen Wien) ухвалив рішення, що екстрадиція Дмитра Фірташа до США неприпустима. Суд погодився з аргументами захисту Фірташа, що в справі є політичний підтекст. Фірташ, який є помітною постаттю в українському політикумі, виявився незручний деяким українським чиновникам, яких підтримують США.
Через 9 днів після затримання Дмитра Фірташа — 21 березня 2014 року бізнесмена було звільнено під рекордну для Австрії заставу в розмірі €125 млн.. Необхідна сума надійшла на рахунок Вищого земельного суду Відня з Росії, а саме від російського міліардера Василя Анісімова, друга Аркадія Ротенберга — довіреної особи Путіна і фігуранта санкційних списків США і ЄС.
Фірташа звільнено з-під варти на підписку про невиїзд з Австрії. В нього також було вилучено закордонний паспорт.
Федеральна поліція Австрії повідомила, що Фірташ перебував у розшуку американського ФБР із 2006 року.
Фірташ підключив до свого захисту у Відні іменитих юристів. За повідомлення «Deutsche Welle», Фірташа захищає колишній міністр юстиції Австрії Дітер Бемдорфер.
Сам Фірташ звинувачення США назвав «необґрунтованими та політично вмотивованими», а також заявив, що він разом з Україною опинився у центрі геополітичного протистояння між США та Росією і як громадянин України чекає президентських виборів.
Перебуваючи в Австрії Фірташ дав інтерв'ю власному телеканалу Інтер, в якому закликав український бізнес об'єднатися і надати підтримку державі і допомогти їй вийти з економічної кризи. А також пообіцяв дати грошей українській армії. Уже у квітні підприємства OSTCHEM, що входять в групу компаній Дмитра Фірташа почали надавати допомогу збройним силам України.
Російський політичний аналітик Андрій Піонтковський та деякі інші журналісти вважають Фірташа одним із «гаманців Путіна» та співучасником кримського сценарію і допускають, що арешт Фірташа є ударом Заходу по президенту Росії.
1 травня 2014 року Д. Фірташ заперечив винувачення і заявив, що його арешт не може вплинути на Путіна. Олігарх сказав, що він не є фігурою, в якій зацікавлений, або представляє загрозу для Путіна і підтвердженням цьому є те, що президент РФ не робить жодних спроб звільнити або допомогти Фірташу. Фірташ також сказав, що США почали його переслідування через його давнього опонента — Юлію Тимошенко.
За іншою версією, ордер на арешт Фірташа також міг бути пов'язаний із ймовірним зв'язком олігарха з головою російської мафії Семеном Могилевичем, якого у США підозрюють у низці тяжких кримінальних злочинів. Ім'я Фірташа згадувалося на сторінках «WikiLeaks» у зв'язку з кримінальною справою Могилевича. За інформацією WikiLeaks сам Фірташ пояснив свою участь у кримінальній справі непорозумінням, що сталося через те, що свого часу він купив дві іноземних компанії, засновниками в яких були дружина Могилевича і партнер Могилевича Ігор Фішерман (обидва донині розшукуються ФБР).

#### Відмова у екстрадиції до США
30 квітня 2015 року, в ході тринадцяти годин судового засідання, Кримінальний земельний суд Відня відхилив запит США щодо екстрадиції Фірташа. Оголошуючи рішення суду, суддя Крістоф Бауер назвав однією з причин відмови у видачі «як мінімум часткову політичну мотивацію звинувачень», висунутих американським правосуддям.
Політика була не єдиною причиною відмови у видачі Дмитра Фірташа. Виявилося, що більш ніж за рік, що минув з моменту його арешту у Відні, органи правосуддя США так і не надали австрійському суду достатніх доказів дачі Фірташем хабарів в Індії, зокрема не передали протоколи допиту свідків.
Оголошуючи вердикт, суддя заявив: США не змогли надати переконливих доказів провини бізнесмена. Дмитро Фірташ відтепер може виїхати з Австрії. Але зобов'язаний з'явитися на вимогу суду. Адже прокуратура вже подала апеляцію.
На засіданні були присутні депутати від «Опозиційного блоку» Льовочкіна, Папієв та Рабінович. Того ж вечора Фірташ заявив, що планує повернутися в Україну.

#### Спроба замаху
7 листопада 2014 року австрійські ЗМІ повідомили про замах, який планувався на Фірташа. За виданням Presse, план замовного вбивства був розроблений ще навесні 2013 року, і до Відня прибула команда кілерів, що зупинилася в квартирі на Ландштрасі. До групи найманих вбивць входили громадяни України, Угорщини та Румунії. Генеральний прокурор Австрії Вернер Пляйшль підтвердив, що знайомий з інформацією, що замах готувався. Раніше журналісти газети Die Presse помітили, що останнім часом Фірташ з'являвся на публіці, оточений дванадцятьма охоронцями — шістьма з кожного боку. Австрійська газета припускає, що замовлення на вбивство українського олігарха може походити з Угорщини. Австрійські журналісти припускають, що ті, хто замовив вбивство бояться, що він може «розколотися» після етапування до США та розповість американським слідчим про махінації східноєвропейського газового бізнесу.

#### Повернення до України
25 листопада 2015 року у німецьких ЗМІ з'явилась інформація, що Фірташ може повернутись в Україну і братиме участь у з'їзді Федерації роботодавців 2 грудня.
26 листопада 2015 року речник МВС України Артем Шевченко повідомив, що МВС не має кримінальних проваджень, де Фірташ проходив би як підозрюваний, але є справа по групі компаній Ostchem, в якому він був викликаний на допит як свідок.
28 листопада 2015 року в день, коли сам Фірташ анонсував свій приліт в Україну, за усною вказівкою глави Державіаадміністрації, український повітряний простір для приватних літаків закрили, щоб не допустити повернення бізнесмена на Батьківщину.
29 листопада 2015 року міністр внутрішніх справ Арсен Аваков заявив, що у випадку повернення на Україну Фірташа буде затримано поліцією, підставою для цього стане звернення міністерства юстиції США в Генпрокуратуру України.
1 грудня 2015 року Фірташ заявив, що українська влада здійснила безпрецедентні кроки та зробила усе, щоб зірвати його приїзд в Україну, тому бізнесмен вирішив перенести свій приїзд в Україну.
19 грудня 2015 р. А. Аваков заявив, що НАК «Нафтогаз» домовився з Фірташем про те, що він віддасть державі близько 4 мільярдів гривень, 1.8 мільярди вже віддано.

### Кримінальна справа в Іспанії
19 грудня 2017 р. австрійський суд остаточно відмовив в екстрадиції Фірташа Іспанії. Як зазначається, відповідне рішення було ухвалено через відсутність складу злочину, місця і часу. Рішення Апеляційного суду Відня є остаточним і обов'язковим до виконання без можливості подачі апеляції.
12 липня 2016 іспанська поліція в рамках операції «Variola» арештувала одинадцять членів злочинного угрупування, серед яких також був Степан Черновецький, син колишнього мера Києва Леоніда Черновецького.. Всім їм було інкриміновано відмивання грошей, ухилення від сплати податків і членство в злочинній організації.
Всім їм було інкриміновано відмивання грошей, ухилення від сплати податків і членство в злочинній організації. Черновецького-молодшого невдовзі відпустили за відсутністю складу злочину. Але знайдені під час обшуку у нього документи допомогли слідству вийти на Фірташа.
У листопаді 2016 антикорупційна прокуратура Іспанії оголосила Фірташа у розшук. Ордер на олігарха був виданий за підозрою в його приналежності до злочинного угруповання. Згідно з інформацією іспанських ЗМІ, суддя, який видав ордер на арешт Фірташа — Ігнасіо Карлос Гарсіа Порреро, підозрює Фірташа у причетності до справи про відмивання грошей в Каталонії. Дмитру інкримінують відмивання 10 млн євро через нерухомість та ресторани. Німецькі ЗМІ повідомляли, що гроші походили з компаній на Кіпрі та Віргінських островів.
За даними іспанського видання «El País», у справі також фігурують український підприємець та «філантроп і філософ» сирійського походження Харес Юссеф, якого слідчий суддя Барселони вважає лідером злочинної мережі з відмивання грошей, та його син Максим..
19 грудня 2017 р. австрійський суд відмовив в екстрадиції Фірташа Іспанії. Суд схвалив таке рішення, оскільки іспанська влада не надала достатнього обґрунтування для проведення екстрадиції.
11 березня 2020 справу проти Фірташа в Іспанії було закрито через брак доказів.

### Рішення апеляційного суду щодо естрадиції до США
21 лютого 2017 Вищий земельний суд Відня (ВЗСВ, нім. Oberlandesgericht Wien) розглянув апеляцію і виніс рішення, яке допускає екстрадицію пана Фірташа до США. Остаточне рішення про екстрадицію Фірташа до США має прийняти Федеральний міністр юстиції Австрії.
Суд мав лише перевірити правомірність рішення попередньої інстанції — Кримінального земельного суду Відня, який 30 квітня 2015 року встановив, що запит США на екстрадицію Фірташа мав «у тому числі, і політичну складову». Тому шанси Фірташа на перемогу австрійські юристи перед слуханням апеляції розцінювали як високі. Присутність свідків та самого Фірташа у залі суду цього разу навіть не була обов'язковою.
Зачитання скарги командою адвокатів Фірташа у складі — Дітер Бемдорфер (Dieter Böhmdorfer), Рюдігер Шендер (Rüdiger Schender), Кристіан Хаусманінгер (Christian Hausmaninger) та Отто Дітріх (Otto Dietrich) — зайняло три з половиною години, але воно не справило належне враження на суддівську колегію на чолі з президентом сенату ВЗСВ Лео Левнаік-Іванським (Leo Levnaic-Iwanski).

Суддівська колегія вищої інстанції цього разу по-іншому інтерпретувала положення угоди про екстрадицію між Австрією і США ніж Кримінальний земельний суд Відня. Вищий земельний суд не побачив «політики» у кримінальній справі Фірташа. 
|  | Питання про наявність політичної складової має розглядатися лише стосовно тих правопорушень, які були вчинені з політичних мотивів, а не стосовно правопорушень кримінального характеру — прокоментував речник ВЗСВ обґрунтування суддів. |

Того ж вечора адвокат затриманого Фірташа Дітер Бемдорфер заявив, що захист буде оскаржувати рішення Апеляційного суду Відня в Верховному федеральному суді Австрії (нім. Oberster Gerichtshof Österreich) та в Європейському суді з прав людини (ЄСПЛ).
У США Фірташу загрожує 50 років в'язниці і конфіскація всього майна.

#### Затримання в будівлі ВЗСВ за іспанським та американським ордерами
21 лютого 2017 р., за кілька хвилин після оголошення рішення Вищого земельного суду Відня австрійська поліція за наказом прокуратури затримала українського бізнесмена в будівлі суду у Відні. Як повідомила прес-секретар австрійської прокуратури Ніна Буссек, затримання проведено на підставі європейського ордера на арешт, а саме виданого за запитом країни-члену Євросоюзу Іспанії. Це означає, що безпосередньою підставою для арешту Фірташа запит на його екстрадиції з боку США не був. Іспанський ордер на Фірташа був виданий у рамках розслідування справи про відмивання здобутих незаконним шляхом коштів. Прокуратура Відня затримала Д.Фірташа на 48 годин у зв'язку із запитом Іспанії на його екстрадицію, після чого суд мав визначитися із запобіжним заходом.
23 лютого 2017 р. бізнесмена звільнили з-під варти під внесену у 2014 році заставу у 125 млн євро, тепер в іншій справі — про екстрадицію до Іспанії. Також у нього забрали закордонний паспорт, з вимогою регулярно зголошуватися в поліції..
Але того ж дня — 23 лютого — прокуратура знов затримала Фірташа. Через день, 24 лютого він був знову звільнений, продовжуючи утримання його під вартою тепер у зв'язку із запитом США на екстрадицію.
24 лютого 2017 р. Земельний суд Відня відхилив вимогу прокуратури Відня затримати бізнесмена Дмитра Фірташа в рамках справи про екстрадицію в США.
Коментуючи події, умовно-достроково звільнений Фірташ заявив, що задоволений рішенням суду, а процес назвав політичним.
Питання кому саме віддадуть Фірташа — юстиції Іспанії чи США — знаходиться у компетенції міністра юстиції Австрії Вольфґанґа Брандштеттера. Згідно з § 34 Угоди про екстрадицію між Австрією і США, в разі відсутності у суду заперечень проти видачі особи, останнє слово — за міністром юстиції. «При цьому міністр бере до уваги інтереси і міжнародні зобов'язання Республіки Австрія».
29 серпня 2017 року Земельний суд Відня відхилив запит правоохоронців Іспанії на екстрадицію Дмитра Фірташа, визнавши надіслані з Барселони документи недостатніми для обгрунтування виставленого щодо Фірташа європейського ордера на арешт.

### Рішення Верховного суду Австрії
25 червня 2019 Верховний суд Австрії дозволив екстрадицію Фірташа до США. Вердикт має затвердити міністр юстиції Австрії. 16 липня вердикт затвердив міністр юстиції Австрії, але цього ж дня адвокати Фірташа звернулись про відновлення судового розгляду справи про екстрадицію.

## Громадська діяльність
У 2015 році, в ході презентації Агенції з модернізації України Фірташ заявив про можливість українського «Плану Маршала». Але після того як суд Відня у квітні 2015 року в черговий раз розглянув запит США на екстрадицію Фірташа за звинуваченням у корупції, громадська активність українського олігарха, як помітила «Німецька хвиля», практично зійшла нанівець.
2010  — обраний головою Об'єднаного руху роботодавців України, призначений співголовою Національної тристоронньої соціально-економічної ради при Президентові України.
Завдяки фінансуванню Фірташа (4,3 млн. фунтів стерлінгів) створено Українську програму в Університеті Кембриджа (Cambridge Ukrainian Studies). Її мета — сприяння вивченню України у Великій Британії, за її межами. Протягом 2008—2010 років Українська програма працювала в експериментальному режимі, а з 2010 року діє на постійній основі.
2010 — ініціював підписання Меморандуму про стратегічне співробітництво між Group DF і Київським політехнічним університетом. У рамках співпраці Group DF буде сприяти оновленню навчально-наукової матеріальної бази Університету, приймати студентів НТУУ КПІ для проходження виробничої практики на підприємства, а також запроваджувати науково-технічні та інноваційні проєкти, розроблені спільно з лабораторіями університету.
2011 — Фірташ став співголовою Ради вітчизняних та іноземних інвесторів при Міністерстві освіти і науки, молоді та спорту України. Завданням Ради, що об'єднує представників влади, наукових установ, громадських організацій, великого бізнесу, є залучення та ефективне використання інвестицій у галузі освіти і науки, молоді та спорту.
2011 — обраний головою Ради Федерації роботодавців України.
У лютому 2012 року призначений Головою Національної тристоронньої соціально-економічної ради (НТСЕР). Метою роботи цього органу є вироблення та внесення Президенту України пропозицій з питань формування і реалізації соціально-економічної політики. Також НТСЕР сприяє узгодженню позицій сторін соціального діалогу в питаннях подальшого розвитку соціально-економічних та трудових відносин.
У лютому 2012 року Голова Федерації роботодавців України Дмитро Фірташ ініціював створення венчурного інвестиційного фонду «Буковина». Завдяки роботі фонду підтримки малого та середнього бізнесу «Буковина» у Чернівецькій області створено унікальну для України екосистему розвитку підприємництва. На думку Дмитра Фірташа, популяризація підприємництва серед студентства — це інвестиції в майбутнє України.
3 жовтня 2013 року тодішній президент Янукович ввів до складу державної комісії зі співпраці з Світовою організацією торгівлі Голову Федерації роботодавців України Дмитра Фірташа. Про це йдеться в указі Президента України № 540.

### Федерація роботодавців України
29 листопада 2011 року відбувся Об'єднавчий з'їзд українських роботодавців, його головою було обрано Фірташа. Нині ФРУ є найпотужнішою організацією, яка представляє українську промисловість та бізнес. Федерація стала дієвим та авторитетним фактором впливу на економічні на соціальні процеси у державі, підписавши Меморандуми про взаєморозуміння з Податковою службою України, Митною службою України, Антимонопольним комітетом України, а також налагодивши діалог з Кабінетом міністрів України.

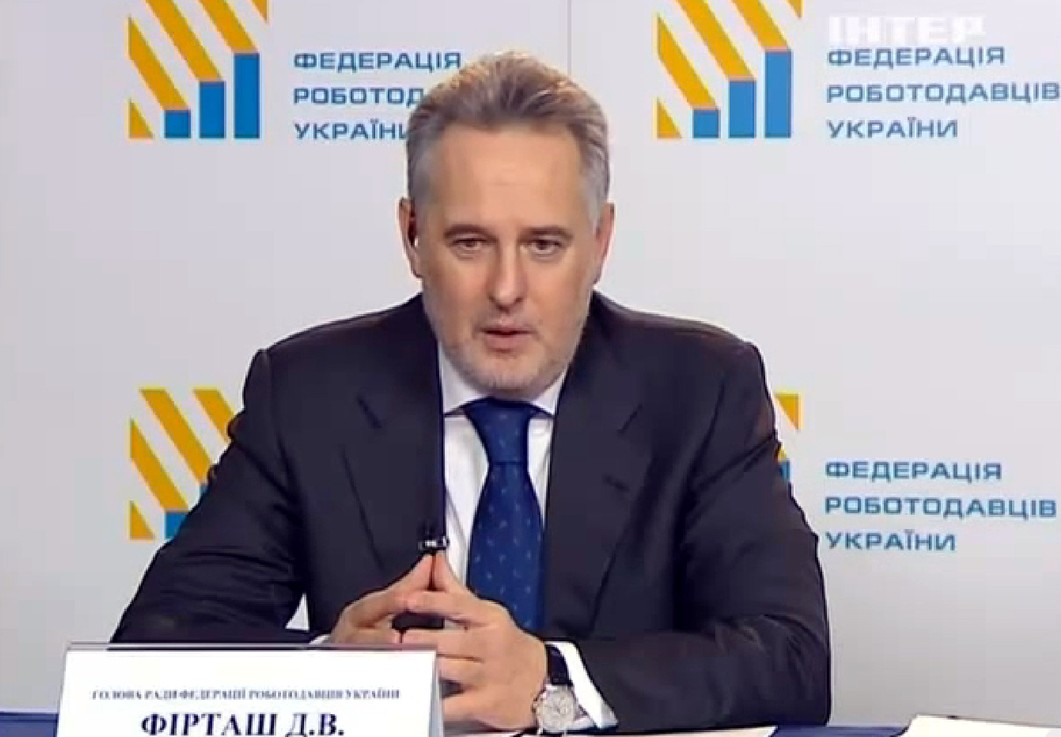
Фірташ, 2015 рік

У лютому 2012 року Президент України Янукович призначив Фірташа Головою Національної тристоронньої соціально-економічної ради (НТСЕР). Метою роботи цього органу є вироблення та внесення Президенту України пропозицій з питань формування і реалізації соціально-економічної політики. Також НТСЕР сприяє узгодженню позицій сторін соціального діалогу в питаннях подальшого розвитку соціально-економічних та трудових відносин.
У лютому 2012 року Федерація роботодавців України домовилась про активізацію співпраці з Державною податковою службою України та Державною митною службою України. Голова Федерації роботодавців Дмитро Фірташ провів зустрічі з Головою Державною митної служби Ігорем Калетником та Головою Державної податкової служби Олександром Клименком, за результатами яких було підписано меморандуми про співпрацю. Федерація розробляє п'ятирічну Програму промислового розвитку України. У травні 2013 року Дмитра Фірташа на посаді Голови НТСЕР змінив Голова Федерації профспілок України Юрій Кулик.
У 2012 році Федерація роботодавців України виступила з ініціативою об‘єднати зусилля бізнесу та уряду України, з тим щоб покращити її інвестиційний клімат. При цьому, за словами Дмитра Фірташа, «бізнес не має національності. Якщо іноземний бізнес створив в Україні робочі місця, то це є український бізнес». Організовані зустрічі зацікавлених сторін у тристоронньому форматі: роботодавці, представники уряду і глави дипломатичних місій європейських країн, що мають найбільш тісні економічні зв'язки з Україною. Федерацію роботодавців стає майданчиком для діалогу бізнесу із урядом України.
У 2012 році ФРУ нарощує співпрацю з підприємцями Франції. Україну відвідують близько 40 французьких бізнесменів для вивчення інвестиційних можливостей та потенціалу співпраці з українськими підприємствами. Домовленості про це було досягнуто під час зустрічі Голови Федерації роботодавців України Дмитра Фірташа та Президента Руху французьких підприємств (MEDEF) Лоранс Парізо у Парижі.
У травні 2012 року Федерація роботодавців України виступає із ініціативою децентралізувати управління економікою в областях України для того, щоб дати більше повноважень владі на місцях. Про це заявив Голова Федерації роботодавців України Дмитро Фірташ під час зустрічі з керівництвом Сумської області, а також власниками і керівниками основних підприємств регіону.
З ініціативи Фірташа в Україні створюється система підтримки малого та середнього підприємництва через регіональні інвестиційні фонди, засновані успішними бізнесменами. Так, за фінансової підтримки Дмитра Фірташа в Чернівецькій області створений перший інвестфонд розвитку підприємництва «Буковина». Він уже профінансував дев'ять проєктів. Успішна робота чернівецького інвестиційного фонду «Буковина» підштовхнула бізнесменів Житомирської області до створення фонду з підтримки малого та середнього підприємництва у своєму регіоні — так з'явився інвестфонд «Полісся».
У травні 2012 року за ініціативи Фірташа ФРУ розпочала роботу над створенням реєстру контролюючих діяльність бізнесу органів. На базі Сумської обласної організації роботодавців створено систему моніторингу діяльності органів контролю. Результатом діяльності став масштабний проєкт Федерації роботодавців «Реєстр контролюючих органів» — система моніторингу діяльності усіх 70 держорганів, що мають право проводити перевірку роботи підприємств.
У 2013 році Дмитро Фірташ, як Голова ФРУ, увійшов до складу держкомісії із співпраці із СОТ.
У травні 2014 року Дмитро Фірташ пропонує будувати добрі стосунки і з Європою, і з Росією, і не намагатися робити вибір між ними. Фірташ заявляє про необхідність улагодження конфлікту Європи та Азії за рахунок географічного положення України, яка має стати мостом між Європейським Союзом і Росією.
У вересні 2016 року, пропрацювавши на посаді Голови Федерації роботодавців України 5 років, Дмитро Фірташ вирішив, що необхідно зробити ротацію в керівництві цієї впливової організації, склав повноваження керівника громадської організації.

### Доброчинність
Фірташ із дружиною Ладою є засновником БФ «FIRTASH Foundation» (колишній «DF Foundation») з офісом у Лідсі (Велика Британія), заявленим напрямком діяльності вказано «довгострокову підтримку освіти і культури в Україні, підвищення творчого та інтелектуального потенціалу української молоді».
У жовтні 2013 року фундація була спонсором заходу «Дні України у Великій Британії»
Започаткував низку проєктів допомоги своїй малій батьківщині: до кожного дому підведено газ, відбудовано церкву, відремонтовано автошляхи, реконструйовано амбулаторію сімейного лікаря, діє сучасна школа з комп'ютерними класами, біля неї зведено стадіон, збудовано готель і ресторан. Було профінансовано реконструкцію районної лікарні у Заліщиках — медзакладу, що обслуговує до 50 тис. жителів, відкривши сучасну лікарню. Відкрив у Синькові найбільший тепличний комплекс Західної України «DF Agro».

#### Програма «Збережи своє місто»
Майже всі підприємства, в які інвестує Фірташ, є або містотвірними, або формують значні частки міських бюджетів тих населених пунктів, в яких вони розташовані. До таких міст належать Черкаси і Рівне, Горлівка (Донецька обл.), Сєвєродонецьк (Луганська обл.), Іршанськ (Житомирська обл.), Вільногірськ (Дніпропетровська обл) Армянськ, Красноперекопськ (обидва — АР Крим). З ініціативи інвестора підприємства у цих містах беруть участь в соціальних проєктах, або ж самі ініціюють допомогу містам.
Соціальні ініціативи підприємств Фірташа для міст, в яких вони розташовані — це благодійні проєкти для близько 1 млн українців. Фірташ виступає за те, щоб містотвірні та великі підприємства допомагали містам, в яких вони знаходяться.
В рамках житлової програми для співробітників азотних підприємств Ostchem щорічно буде вводитись у експлуатацію чотири багатоквартирних будинки. Про це заявив інвестор підприємств Дмитро Фірташ під час телемосту з працівниками концерну «Стирол», Черкаського і Сєвєродонецького «Азотів» та «Рівнеазоту». Бізнесмен відзначив, що квартири можна буде купити в кредит під 6 відсотків річних у гривні. «При нинішніх депозитних ставках та інфляції — це, фактично, безкоштовні кредити. Банк „Надра“ готовий виділяти ці кредити на 15-20 років з коштів, які зарезервують підприємства на своїх рахунках», — сказав Дмитро Фірташ.

#### Українська стипендіальна програма та програма україністики в Університеті Кембриджу
Програму україністики було започатковано 2008 року на базі кафедри славістики Університету Кембриджу завдяки фінансовій підтримці Фірташа. Функціонування програми націлене на популяризацію та всебічне сприяння вивченню України у Великій Британії та за її межами шляхом поглиблення міжкультурного діалогу та просування інноваційних підходів у вивченні багатої історичної, лінгвістичної та культурної спадщини України.
Програма україністики діє як в академічній, так і в громадській площинах. Впродовж навчального року в Університеті Кембриджу викладають українську мову, історію, культуру, літературу та кінематограф. Інтерес до цих курсів збоку британських та іноземних студентів Університету постійно зростає.
В Університеті Кембриджу проводяться різноманітні громадські заходи, як, наприклад, щорічний фестиваль українського кіно, виставки українських художників, вечори української літератури. До Університету запрошують провідних дослідників України з усього світу, котрі проводять відкриті лекції та семінари на актуальні теми з історії та сьогодення України.
Розвиток Програми україністики відбувався у декілька етапів. 2007 року відкрився курс української мови в Кембриджі. Він виявився затребуваним поміж студентів. Далі було запущено Програму україністики, що діяла у тестовому режимі від 2008 року впродовж двох років. До вивчення української мови додались студії з української літератури та культури.
Українську стипендіальну програму в Університеті Кембриджу було засновано 2010 року. Мета програми — надати можливість безкоштовного навчання в Університеті Кембриджу найталановитіший українській молоді, яка не має змоги отримати таку освіту власним коштом.
2011 — Кембриджський університет відкрив магістерську програму для студентів з України. У рамках програми передбачена повна оплата навчання, проживання, виплата стипендій. 2008 року коштом Фірташа в цьому університеті було відкрито програму україністики.
2012 — Університет Кембриджа нагородив Фірташа за внесок у розвиток освіти. Він став лауреатом нагороди Канцлера Кембриджа до 800-річчя заснування університету. Ювілейну Медаль у жовтні 2012 року Фірташу вручив Віце-канцлер Кембриджського університету професор сер Лешек Борисевич.

#### Підтримка шкільної хімічної освіти
З метою підвищення інтересу до шкільної хімічної освіти Group DF надає підтримку талановитим школярам та вчителям, які досягнули визначних успіхів у вивченні та викладанні хімії.
Також Group DF надала підтримку збірним командам школярів, які представляли Україну на Міжнародних олімпіадах з хімії у 2011 і 2012 роках. В рамках діяльності з підвищення практичного рівня підготовки міжнародної української олімпійської команди з хімії в Харківському національному університеті ім. Каразіна в 2012 році оновили лабораторну базу за рахунок компанії OSTCHEM, що входить до Group DF. Також пройшли додаткові зимові збори, на яких українська шкільна збірна з хімії змогла успішно підготуватися до міжнародних змагань.
Проєкт підтримки шкільної хімічної освіти здійснюється у співпраці з Міністерством освіти і науки, молоді та спорту України, в рамках Державної цільової соціальної програми підвищення якості шкільної природничо-математичної освіти на період до 2015 року, прийнятої Кабінетом Міністрів України 13 квітня 2011 року.

#### Підтримка Всесвітнього газетного конгресу
Group DF підтримала проведення 64-го Всесвітнього газетного конгресу та 19-го Всесвітнього форуму редакторів, які пройшли 2-5 вересня 2012 року в Києві.

### Агентство модернізації України
Агентство створено в березні 2015 року представниками французький, британських, німецьких ділових кіл за ініціативи Голови Федерації роботодавців України Дмитра Фірташа. Вже за 200 днів АМУ презентувало громадськості програму реформ.
Розробку Плану модернізації координують засновники Агентства — Глава Німецько-Української парламентської групи, депутат Бундестагу Карл-Георг Вельман, член палати лордів британського парламенту лорд Річард Різбі і французький громадський діяч, філософ і публіцист Бернар-Анрі Леві.
Агентство модернізації України було представлено на міжнародному форумі «Україна завтра», який у Відні провели Федерація роботодавців і найбільші профспілкові організації України.
Щоб розробити чіткий комплексний план модернізації України, Агентству знадобилося 200 днів, і вже восени 2015 року була представлена програма реформ. Окрім того, із початком впровадження реформ буде створено Український фонд відновлення з метою підтримки сталого розвитку економіки та інфраструктури.
У підготовці плану взяли участь науковці та експерти з України, Німеччини, Франції, Великої Британії, Австрії та Польщі. В рамках Агентства створено шість напрямків, які очолили впливові європейські політики та експерти. Керівниками робочих груп з підготовки «Програми модернізації України» стали колишні прем'єр-міністри, міністри, члени парламенту і вчені Польщі, Німеччини, Австрії, Великої Британії і Швейцарії, а також колишній віце-президент Єврокомісії. А також багато українських експертів. У розробці Програми брала участь Національна академія наук і ряд інших українських наукових та громадських організацій.

## Сім'я
Одружений, батько трьох дітей.
- Перша дружина — Людмила Юліївна Грабовецька (одружилися 1986-го, розлучені 1988 року).[18][22] Від першого шлюбу народилась донька Іванна (1988 р. н.).
- Друга дружина — з 2002 до 2005 р. Марина Михайлівна Фірташ (Калиновська)[248]. Шлюб Фірташа та Калиновської дослідники вважають фіктивним і обумовленим бізнес-інтересами подружжя[23][249]. Розійшлися зі скандалом, пов'язаним з поділом майна[22].
- Третя дружина — Лада Павлівна Фірташ. Познайомилася з Фірташем 2000 року.[250] В офіційному шлюбі з 2008-го, виховують дітей: Ганну (2005 р. н.) і Дмитра (2007 р. н.). Разом із чоловіком є співголовою правлінняБФ FIRTASH Foundation.[250]

## Відзнаки
- Почесний громадянин Заліщиків (2012)[251]

## Виноски
1. ↑  Русланович Г. Г. Фирташ о жизни в Австрии: Это сложно, я хочу домой // Українська правда / за ред. М. С. Хайретдинівна — 2015.
2. ↑  Євген Солонина, Артур Корнієнко (24 квітня 2021). «Дистанційне управління»: наскільки олігарх Дмитро Фірташ зберіг вплив в Україні?. radiosvoboda.org (укр.). Радіо Свобода. Архів оригіналу за 25 серпня 2021. Процитовано 24 серпня 2021.
3. ↑  Олігарх Фірташ уже завзято працює на благо нового українського уряду. Архів оригіналу за 16 квітня 2014. Процитовано 16 квітня 2014. [Архівовано 2014-04-16 у Wayback Machine.]
4. ↑  Олігархи на роздоріжжі. tyzhden.ua. Процитовано 22 червня 2021.
5. ↑  Group DF. Group DF. Архів оригіналу за 24 червня 2021. Процитовано 22 червня 2021.
6. ↑  Фірташ інвестує ще 1,5 мільярда у свою “хімічну” імперію. Економічна правда (укр.). Архів оригіналу за 24 червня 2021. Процитовано 22 червня 2021.
7. ↑  Фірташ ініціював створення Інвестиційного фонду «Буковина». Архів оригіналу за 14 квітня 2015. Процитовано 16 квітня 2014. [Архівовано 2015-04-14 у Wayback Machine.]
8. ↑  Фірташ інвестує 25 млн дол. у розвиток порту «Ніка-Тера». Архів оригіналу за 22 травня 2014. Процитовано 16 квітня 2014. [Архівовано 2014-05-22 у Wayback Machine.]
9. ↑  Загальна інформація. nadra.fg.gov.ua. Архів оригіналу за 24 червня 2021. Процитовано 20 червня 2021.
10. ↑  Повідомлення про подання інформації про структуру власності. Архів оригіналу за 16 червня 2021. Процитовано 20 червня 2021.
11. ↑  Дмитро Фірташ — один з провідних благодійників України. Архів оригіналу за 16 квітня 2014. Процитовано 16 квітня 2014.
12. ↑  Фирташ готов финансировать возрождение народных обрядов и традиций (фото). LB.ua. Архів оригіналу за 24 червня 2021. Процитовано 22 червня 2021.
13. ↑  Мільярдер Фірташ став меценатом УКУ. Архів оригіналу за 16 квітня 2014. Процитовано 16 квітня 2014.
14. ↑  Офіційна сторінка Group DF. Архів оригіналу за 21 березня 2017. Процитовано 12 жовтня 2010.
15. 1 2  РНБО запроваджує повний комплект санкцій проти Фукса і Фірташа – Данілов. Радіо Свобода (укр.). Архів оригіналу за 19 червня 2021. Процитовано 20 червня 2021.
16. 1 2 3  Автобіографія Дмитра Фірташа на його персональному сайті [Архівовано 22 березня 2014 у Wayback Machine.], 2012
17. ↑  Олигарх Фирташ «поправил» свою биографию: в ПТУ получал тройки-четверки [Архівовано 10 квітня 2015 у Wayback Machine.] Censor.net. 09.09.2011
18. 1 2 3 4 5 6 7  Справа Фірташа. Частина перша. Справи колгоспні [Архівовано 11 квітня 2014 у Wayback Machine.] Українська правда. 24.07.2007
19. ↑  До 2010 року в джерелах з посиланням на інтерв'ю Фірташа (Фирташ дал свое первое интервью. — proUA.com, 28.04.2006) подавалося що у 1984 році Дмитро Фірташ закінчив Донецький залізничний технікум, в якому навчався на машиніста паровоза і електровоза. Але такого навчального закладу на той час не існувало. Часина ЗМІ подають хибну інформацію й досі. Напр. lenta.ru: Фирташ Дмитрий. Владелец международной холдинговой компании Group DF, один из совладельцев RosUkrEnergo [Архівовано 13 квітня 2014 у Wayback Machine.]
20. ↑  За даними книги: Боев В. А. История награждений главной выставки страны. ВСХВ — ВДНХ. — Изд-во: «Позднышев», Киев, 2007. ISBN 966-8830-27-X — у 1986 році нагороджений бронзовою медаллю Фішер Іван Іванович, а не Фірташ Дмитро Васильович. В списках нагороджених орденом «Знак Пошани» за 1984—1986 рік Фірташ Дмитро Васильович також не значиться.
21. 1 2  Фирташ Дмитрий Васильевич. LB.ua. Архів оригіналу за 24 червня 2021. Процитовано 20 червня 2021.
22. 1 2 3 4 5 6 7 8 9  Фирташ, Дмитрий. Владелец международной холдинговой компании Group DF, один из совладельцев RosUkrEnergo [Архівовано 13 квітня 2014 у Wayback Machine.] Lenta.ru
23. 1 2  Справа Фірташа. Частина друга. Справи сімейні [Архівовано 10 квітня 2014 у Wayback Machine.] Українська правда. 13.08.2007
24. 1 2 3 4 5 6 7  Справа Фірташа. Частина третя. Справи газові [Архівовано 14 травня 2014 у Wayback Machine.] Українська правда. 31.01.2008
25. 1 2  Дмитрий Фирташ: «Я всего добился сам» [Архівовано 9 квітня 2014 у Wayback Machine.] Інтерв'ю Ірини Резнік з Дмитром Фірташем. Інтернет-газета «Экономика». 28.06.2006 (рос.)
26. ↑  UN MILLIARDAIRE UKRAINIEN SORT DE L'OMBRE [Архівовано 5 листопада 2014 у Wayback Machine.] Інтерв'ю Дмитра Фірташа газеті «Politique Internationale» (Франція)
27. ↑  Украинский миллиардер выходит из тени [Архівовано 6 травня 2014 у Wayback Machine.] inosmi.ru (рос.)
28. 1 2 3 4  Директор " ТаджикАзот " Т. Гозіев: «Я говорив, щоб завод віддали Фірташу безкоштовно». Архів оригіналу за 29 квітня 2014. Процитовано 22 квітня 2014.
29. ↑  «Газпром» і Фірташ ліквідували «РосУкрЕнерго». Архів оригіналу за 27 липня 2014. Процитовано 29 липня 2014.
30. ↑  Сайт групи компаній Дмитра Фірташа Group DF. Архів оригіналу за 21 березня 2017. Процитовано 12 жовтня 2010.
31. ↑  Аркадий Ротенберг и Дмитрий Фирташ будут дружить компаниями [Архівовано 2 травня 2014 у Wayback Machine.](рос.)
32. ↑  Фірташ іде на посадку. Архів оригіналу за 7 квітня 2014. Процитовано 1 квітня 2014.
33. ↑  Пакт Ротенберга — Фирташа [Архівовано 6 травня 2014 у Wayback Machine.](рос.)
34. ↑  Ротенберг ставит на удобрения [Архівовано 6 травня 2014 у Wayback Machine.](рос.)
35. ↑  «Ведомости»: Фирташ благодаря Ротенбергу получает кредиты Газпромбанка на $1 млрд [Архівовано 6 травня 2014 у Wayback Machine.](рос.)
36. ↑  Предстоятель Русской Церкви совершил освящение Свято-Троицкого собора Вознесенского Банченского монастыря и Божественную литургию в новоосвященном храме [Архівовано 31 липня 2014 у Wayback Machine.] Сайт РПЦ. 02.11.2011
37. ↑  Дмитро Фірташ отримав орден з рук Патріарха Кирила за допомогу у будівництві Свято-Троїцького Собору. Архів оригіналу за 16 квітня 2014. Процитовано 7 травня 2014.
38. ↑  Дмитрий Фирташ [Архівовано 31 березня 2014 у Wayback Machine.] focus.ua 28.03.201
39. ↑  Золотая сотня. Топ-100 самых богатых украинцев — рейтинг НВ и Dragon Capital. nv.ua. Архів оригіналу за 1 листопада 2020. Процитовано 30 листопада 2019.
40. ↑  До трійки найзаможніших українців увійшли Ахметов, Пінчук та Жеваго – Forbes. www.ukrinform.ua (укр.). Архів оригіналу за 24 червня 2021. Процитовано 20 червня 2021.
41. ↑  100 найбагатших українців 2021 — Forbes.ua. forbes.ua (укр.). 6 травня 2021. Архів оригіналу за 7 травня 2021. Процитовано 20 червня 2021.
42. ↑  Про компанію Group DF. Архів оригіналу за 27 липня 2013. Процитовано 11 липня 2013.
43. ↑  4 місце Дмитро Фірташ. Архів оригіналу за 17 квітня 2014. Процитовано 16 квітня 2014.
44. ↑  Group DF спростовує ухвалення віденським судом рішення про екстрадицію Фірташа до США. Архів оригіналу за 17 квітня 2014. Процитовано 16 квітня 2014.
45. ↑  Інтерв'ю Бориса Краснянського «Інвест газеті»: «Схильність до змін». Архів оригіналу за 17 квітня 2014. Процитовано 16 квітня 2014. [Архівовано 2014-04-17 у Wayback Machine.]
46. ↑  Підприємства OSTCHEM нарощують виробництва. Архів оригіналу за 2 травня 2014. Процитовано 30 квітня 2014.
47. ↑  Ostchem не отказывается от инвестиционных планов на 2014 год. Архів оригіналу за 2 травня 2014. Процитовано 30 квітня 2014.
48. ↑  Рівнеазот нарощує виробництво вапняково-аміачної селітри. Архів оригіналу за 1 травня 2014. Процитовано 30 квітня 2014.
49. ↑  Предприятия холдинга OSTCHEM продолжат работу и после окончания посевной. Архів оригіналу за 2 травня 2014. Процитовано 30 квітня 2014.
50. ↑  У Фірташа заявляють, що не зупинятимуть роботу черкаського «Азоту» та інших хімзаводів. Архів оригіналу за 2 травня 2014. Процитовано 30 квітня 2014.
51. ↑  «Рівнеазот» буде нарощувати виробництво селітри. Архів оригіналу за 1 травня 2014. Процитовано 30 квітня 2014. [Архівовано 2014-05-01 у Wayback Machine.]
52. ↑  Черкаський «Азот» продовжить свою роботу. Архів оригіналу за 2 травня 2014. Процитовано 30 квітня 2014.
53. ↑  ЗТМК в березні 2014 р. збільшив виробництво титанової губки на 8,8 % — до 505 т. Архів оригіналу за 2 травня 2014. Процитовано 30 квітня 2014.
54. ↑  Дмитро Фірташ купив у Валерія Хорошковського акції телеканалу «Інтер». Архів оригіналу за 4 жовтня 2013. Процитовано 30 квітня 2014.
55. ↑  Інтерактивна карта Відня. Архів оригіналу за 25 лютого 2017. Процитовано 24 лютого 2017.
56. ↑  Радіо Свобода: Мер Лондона ініціював масштабну перевірку іноземних власників нерухомості [Архівовано 25 лютого 2017 у Wayback Machine.], 30.09.2016
57. ↑  Inventaire général du patrimoine culturel — maison de villégiature dite Villa la Charmettant, puis Villa La Mauresque [Архівовано 27 березня 2016 у Wayback Machine.].(фр.)
58. ↑  УНІАН: Имения Фирташа и Левочкина на Лазурном побережье Франции [Архівовано 28 лютого 2017 у Wayback Machine.].
59. ↑  див. напр. скани документів: Еспресо TV: Нардеп представить розслідування нерухомості Льовочкіна і Фірташа [Архівовано 25 лютого 2017 у Wayback Machine.]
60. ↑  Підсумки голосування по партіях (виборчих блоках партій). на сайті ЦВК. Архів оригіналу за 18 березня 2019. Процитовано 19.03.2014., menu: Результати голосування →‎ Результати голосування в багатомандатному окрузі (по партіях) →‎ 8. «Жінки за майбутнє» всеукраїнське політичне об'єднання
61. ↑  картка кандидата Фірташ Дмитро Васильович. на сайті ЦВК. 29 січня 2002. Архів оригіналу за 26 червня 2013. Процитовано 6 липня 2011.
62. ↑  В Вене арестован украинский бизнесмен Дмитрий Фирташ. Архів оригіналу за 17 березня 2014. Процитовано 13 березня 2014.
63. 1 2 3  Фірташ: Тимошенко хоче зірвати вибори. Архів оригіналу за 3 травня 2014. Процитовано 5 травня 2014.
64. ↑  Ми голосуємо між поганим і дуже поганим. Архів оригіналу за 3 травня 2014. Процитовано 5 травня 2014.
65. ↑  .Фирташ: Тимошенко «похоронила» реформы Ющенко [Архівовано 30 січня 2015 у Wayback Machine.]
66. ↑  Фірташ вперше відреагував на Майдан: закликає до компромісу. Архів оригіналу за 8 квітня 2014. Процитовано 17 квітня 2014.
67. ↑  Позиція Дмитра Фірташа відносно останніх подій в Україні. Архів оригіналу за 6 листопада 2014. Процитовано 16 квітня 2014.
68. ↑  Фірташ закликав зупинити збройне протистояння. Архів оригіналу за 19 квітня 2014. Процитовано 16 квітня 2014.
69. ↑  Звернення Дмитра Фірташа до політичних сил України. Архів оригіналу за 6 листопада 2014. Процитовано 16 квітня 2014.
70. ↑  Фірташ: застосування сили неприйнятне, Україна на межі війни. Архів оригіналу за 11 квітня 2014. Процитовано 16 квітня 2014.
71. ↑  Фірташ закликав зупинити силове протистояння і вирішувати кризу у парламенті. Архів оригіналу за 13 липня 2014. Процитовано 16 квітня 2014.
72. ↑  Фірташ закликав російських бізнесменів зупинити війну між Росією та Україною. Архів оригіналу за 9 квітня 2014. Процитовано 16 квітня 2014.
73. ↑  Янукович: Фірташ і Льовочкін режисерували Майдан за моєю спиною. Архів оригіналу за 2 березня 2017. Процитовано 1 березня 2017.
74. ↑  Фірташ грає разом з опозицією — експерт. Архів оригіналу за 17 квітня 2014. Процитовано 16 квітня 2014.
75. ↑  Спонсор Майдана задержан по запросу ФБР. Архів оригіналу за 19 березня 2014. Процитовано 16 квітня 2014. [Архівовано 2014-03-19 у Wayback Machine.]
76. ↑  Полиция Австрии арестовала Дмитрия Фирташа. Архів оригіналу за 17 березня 2014. Процитовано 16 квітня 2014.
77. ↑  Svoboda.Ua: Відповідальність за ситуацію в Криму несе Фірташ?. Архів оригіналу за 15 березня 2014. Процитовано 20 березня 2014. [Архівовано 2014-03-15 у Wayback Machine.]
78. ↑  Espresso.tv: Захоплення Криму оплатив Фірташ. Архів оригіналу за 14 березня 2014. Процитовано 14 березня 2014.
79. ↑  Преса України: Аксьонов заперечує зв'язок із Фірташем. Архів оригіналу за 15 березня 2014. Процитовано 15 березня 2014.
80. 1 2  Д. Фірташ повідомив, що з великою надією чекає президентських виборів. Архів оригіналу за 6 травня 2014. Процитовано 6 травня 2014.
81. ↑  Фірташ відкидає звинувачення США і чекає виборів президента. Архів оригіналу за 6 травня 2014. Процитовано 6 травня 2014. [Архівовано 2014-05-06 у Wayback Machine.]
82. ↑  1/04/2014 Дмитро Фірташ закликав бізнес продовжувати роботу в Україні. Архів оригіналу за 5 травня 2014. Процитовано 6 травня 2014.
83. ↑  Фирташ рассказал, как хотел заменить Януковича на Кличко. Архів оригіналу за 1 травня 2015. Процитовано 1 травня 2015.
84. ↑  Кличко назвал некорректными заявления Фирташа о поддержке его на выборах. Архів оригіналу за 3 травня 2015. Процитовано 1 травня 2015.
85. ↑  Як тривав суд над Фірташем. Хроніка. Архів оригіналу за 1 травня 2015. Процитовано 1 травня 2015.
86. ↑  РНБО ввела повний пакет санкцій проти Фірташа і Фукса. РБК-Украина (рос.). Архів оригіналу за 24 червня 2021. Процитовано 20 червня 2021.
87. ↑  Фірташ «категорично заперечує» звинувачення РНБО – адвокат. Радіо Свобода (укр.). Архів оригіналу за 21 червня 2021. Процитовано 22 червня 2021.
88. ↑  Британія ввела санкції проти Фірташа. РБК-Украина (укр.). Процитовано 30 листопада 2024.
89. ↑  Фірташ подав до лондонського суду на газету Kyiv Post. tyzhden.ua. Архів оригіналу за 24 червня 2021. Процитовано 20 червня 2021.
90. ↑  Британські закони про наклеп, які привабили Ахметова, реформують. Радіо Свобода (укр.). Архів оригіналу за 24 червня 2021. Процитовано 20 червня 2021.
91. ↑  ФІРТАШ ПІШОВ СУДОМ НА ГАЗЕТУ за “враження” корупціонера. Українська правда (укр.). Архів оригіналу за 29 червня 2021. Процитовано 20 червня 2021.
92. ↑  Фірташ судиться з газетою в Лондоні, тому що бував у королеви. www.pravda.com.ua. Архів оригіналу за 24 червня 2021. Процитовано 20 червня 2021.
93. ↑  Фирташ проиграл газете в Лондонском суде. Украинская правда (рос.). Архів оригіналу за 27 червня 2021. Процитовано 20 червня 2021.
94. ↑  Британський суддя відкидає позов Фірташа до Kyiv Post - Медіа-профспілка. www.media-profspilka.org. Процитовано 20 червня 2021.{{cite web}}:  Обслуговування CS1: Сторінки з параметром url-status, але без параметра archive-url (посилання)
95. ↑  Firtash libel suit against Kyiv Post thrown out by London court. Kharkiv Human Rights Protection Group. Архів оригіналу за 24 червня 2021. Процитовано 20 червня 2021.
96. ↑  Фирташ проиграл дело о клевете в Лондонском суде. politics.segodnya.ua (рос.). Архів оригіналу за 24 червня 2021. Процитовано 20 червня 2021.
97. ↑  В інтернет потрапили сотні тисяч файлів про офшорні рахунки світових лідерів. Архів оригіналу за 7 квітня 2014. Процитовано 1 квітня 2014.
98. ↑  Ахметов і Фірташ засвітилися у міжнародному офшорному скандалі. Архів оригіналу за 7 квітня 2014. Процитовано 1 квітня 2014.
99. ↑  Активістка Євромайдану — Інтеру: Ви маєте вести ефіри на колінах!. Архів оригіналу за 4 квітня 2014. Процитовано 1 квітня 2014.
100. ↑  Вакарчук у прямому ефірі «Інтера» звинуватив канал у брехні. Архів оригіналу за 7 квітня 2014. Процитовано 1 квітня 2014.
101. ↑  Активісти залили лайном вхід до редакції каналу «Інтер». Архів оригіналу за 6 листопада 2014. Процитовано 10 квітня 2014.
102. ↑  Телеканал «Інтер» пікетують представники майдан. Архів оригіналу за 28 березня 2014. Процитовано 10 квітня 2014.
103. ↑  Журналіста «Інтера» в прямому ефірі викрили в брехні (ВІДЕО). Архів оригіналу за 7 квітня 2014. Процитовано 1 квітня 2014.
104. ↑  Серед кореспондентів «Інтеру», які повстали проти брехні, — черкащанин
105. ↑  Журналісти «Інтера» обурені цензурою та провладною пропагандою на каналі. Архів оригіналу за 20 березня 2014. Процитовано 1 квітня 2014.
106. ↑  Журналісти «Інтера» заявили про цензуру і провладну пропаганду на каналі. Архів оригіналу за 19 березня 2014. Процитовано 1 квітня 2014.
107. ↑  У Таджикистані розслідують угоду Фірташа. Архів оригіналу за 7 квітня 2014. Процитовано 1 квітня 2014.
108. ↑  Таджикистан хочет забрать у Фирташа «Таджиказот». Архів оригіналу за 6 травня 2014. Процитовано 5 травня 2014.
109. ↑  Директор «Таджиказота» Т. Гозиев: «Я говорил, чтобы завод отдали Фирташу бесплатно», Діалог. Архів оригіналу за 26 вересня 2021. Процитовано 26 вересня 2021.
110. ↑  Як справи у Фірташа напередодні українських виборів?, Радіо Свобода. Архів оригіналу за 26 вересня 2021. Процитовано 26 вересня 2021.
111. ↑  Таджикистан хочет забрать у Фирташа «Таджиказот». Архів оригіналу за 6 травня 2014. Процитовано 5 травня 2014.
112. ↑  У Фірташа відібрали швейну фабрику в Таджикистані. Архів оригіналу за 6 травня 2014. Процитовано 5 травня 2014. [Архівовано 2014-05-06 у Wayback Machine.]
113. ↑  «ORF»: Firtasch: Hausdurchsuchung in Hietzing [Архівовано 24 лютого 2017 у Wayback Machine.].(нім.) 20.04.2016
114. ↑  Німецька Хвиля: Фірташ поки не є обвинувачуваним у справі про хабарі поліції Німеччини [Архівовано 1 березня 2017 у Wayback Machine.]. 22.04.2016
115. ↑  FOCUS: Geheimpapiere für ukrainischen Oligarchen beschafft: BKA prüft Verratsfall beim BND [Архівовано 24 лютого 2017 у Wayback Machine.].(нім.) 101.07.2017
116. ↑  NDR: Korruptionsverdacht beim LKA Mecklenburg-Vorpommern [Архівовано 24 квітня 2016 у Wayback Machine.].(нім.) 22.04.2016
117. ↑  Максим Муляр. Друга "справа Фірташа. [Архівовано 29 квітня 2016 у Wayback Machine.] — «ZBRUČ», 23.04.2016
118. ↑  «Ostsee-Zeitung»: Agenten-Krimi: LKA-Mann soll Hunderttausende kassiert haben [Архівовано 27 лютого 2017 у Wayback Machine.].(нім.) 13.07.2016
119. 1 2  Німецька Хвиля: «шпигунів» Фірташа засудили до позбавлення волі[недоступне посилання з липня 2019]. 27.01.2017
120. ↑  Українська правда: Адвокати Фірташа наполягають на відсутності справ проти олігарха у Німеччині [Архівовано 1 березня 2017 у Wayback Machine.]
121. ↑  Розкрадали кошти на газ для населення: з'явилися деталі справи Фірташа. РБК-Украина (укр.). Процитовано 15 травня 2023.
122. ↑  Фірташ отримав підозру, у керівників його фірм обшуки, - джерела. РБК-Украина (укр.). Процитовано 16 травня 2023.
123. ↑  Радіо Свобода: Фірташа затримали в Австрії в новій справі проти нього [Архівовано 22 лютого 2017 у Wayback Machine.]. 22.02.2017
124. ↑  3-поверховому старинному маєтку [Архівовано 24 лютого 2017 у Wayback Machine.] в фешенебельному віденському районі Гітцінг
125. ↑  Цит.по: Tiroler Tageszeitung (Austria Presse Agentur): Causa Firtasch: Entscheidung nach drei Jahren im «goldenen Käfig» [Архівовано 25 лютого 2017 у Wayback Machine.].(нім.) 20.02.2017
126. ↑  Six Defendants Indicted in Alleged Conspiracy to Bribe Government Officials in India to Mine Titanium Minerals [Архівовано 9 квітня 2014 у Wayback Machine.](англ.)
127. ↑  Українському бізнесменові Дмитру Фірташу пред'явлено звинувачення в дачі хабара індійським чиновникам для отримання дозволів на розробку родовищ титану в Індії. Архів оригіналу за 7 квітня 2014. Процитовано 8 квітня 2014.
128. ↑  Американська сага Дмитра Фірташа [Архівовано 8 квітня 2014 у Wayback Machine.] Сергій Лещенко, УП, П'ятниця, 04 квітня 2014
129. 1 2  Німецька хвиля: Суд над Фірташем: Український олігарх дістає скелет із шафи [Архівовано 22 лютого 2017 у Wayback Machine.]. — 01.05.2015
130. ↑  Фірташа чекають в Україні
131. ↑  Group DF офіційно підтверджує, що сьогодні Дмитра Фірташа було звільнено під заставу. Архів оригіналу за 24 березня 2014. Процитовано 24 березня 2014.
132. ↑  Дмитро Фірташ звільнений під заставу в Австрії. Архів оригіналу за 25 березня 2014. Процитовано 24 березня 2014.
133. ↑  Фірташ звільнений під заставу. Архів оригіналу за 24 березня 2014. Процитовано 24 березня 2014.
134. ↑  ЗМІ: Заставу за Фірташа у €125 млн внесли з Росії
135. ↑  КореспонденТ.net: Залог за Фирташа заплатил российский миллиардер [Архівовано 24 лютого 2017 у Wayback Machine.]. 08.05.2014
136. ↑  Німецька Хвиля Сергій Руденко. Коментар: Екстрадиція Фірташа — сигнал для всіх олігархів [Архівовано 24 лютого 2017 у Wayback Machine.]. 23.02.2017
137. ↑  BBC: У Відні заарештований український бізнесмен Дмитро Фірташ [Архівовано 17 березня 2014 у Wayback Machine.], 13.03.2014(рос.)
138. ↑  Ukrainischer Milliardär in Wien verhaftet [Архівовано 16 березня 2014 у Wayback Machine.](нім.)
139. ↑  Поліція Австрії разом з ФБР арештувала українського бізнесмена. Архів оригіналу за 16 березня 2014. Процитовано 13 березня 2014.
140. ↑  Відеозверненні Дмитра Фірташа з Відня. Архів оригіналу за 30 квітня 2014. Процитовано 29 квітня 2014.
141. ↑  Фірташ: я опинився в епіцентрі протистояння США і Росії. Архів оригіналу за 29 квітня 2014. Процитовано 29 квітня 2014.
142. ↑  Фірташ обіцяє довести свою невинність [Архівовано 1 лютого 2016 у Wayback Machine.] 5 канал
143. ↑  «Я опинився в епіцентрі протистояння США і Росії», — Фірташ. Архів оригіналу за 5 березня 2016. Процитовано 29 квітня 2014.
144. ↑  Дмитрий Фирташ: Украинское общество должно объединиться [Архівовано 24 березня 2016 у Wayback Machine.](рос.)
145. ↑  Фирташ обещает денег украинской армии и предлагает всем объединиться [Архівовано 4 березня 2016 у Wayback Machine.](рос.)
146. ↑  Северодонецкий «АЗОТ» OSTCHEM передал украинской армии 5 внедорожников. Архів оригіналу за 15 квітня 2014. Процитовано 14 квітня 2014.
147. ↑  Северодонецкий «Азот» Ostchem передал украинской армии пять внедорожников. Архів оригіналу за 15 квітня 2014. Процитовано 14 квітня 2014. [Архівовано 2014-04-15 у Wayback Machine.]
148. ↑  Черкаський «Азот» зібрав для української армії півмільйона гривень. Архів оригіналу за 15 квітня 2014. Процитовано 14 квітня 2014. [Архівовано 2014-04-15 у Wayback Machine.]
149. ↑  Арешт Фірташа може боляче вдарити по «чорній бухгалтерії» Путіна
150. ↑  Справа Фірташа — зброя проти Путіна. Архів оригіналу за 22 березня 2014. Процитовано 9 квітня 2014.
151. ↑  Ukraine gas tycoon blames Tymoshenko for his arrest. Архів оригіналу за 4 травня 2014. Процитовано 5 травня 2014.
152. ↑  Дмитрий Фирташ винит в своем аресте Тимошенко
153. ↑  Wikileaks: Фірташ визнав, що «вірно служив» президенту Ющенку. Архів оригіналу за 18 березня 2014. Процитовано 1 квітня 2014.
154. ↑  Австрійський невід/ Арешт Дмитра Фірташа може відчинити нову скриньку Пандори євразійської корупції. Архів оригіналу за 9 квітня 2014. Процитовано 8 квітня 2014.
155. ↑  Крах «Дона Сємьона». Архів оригіналу за 9 квітня 2014. Процитовано 8 квітня 2014.
156. ↑  Австрійський суд відмовив в екстрадиції Фірташа до США. Архів оригіналу за 2 травня 2015. Процитовано 1 травня 2015.
157. ↑  Екстрадиції не буде. Архів оригіналу за 5 травня 2015. Процитовано 5 травня 2015.
158. ↑  Було зрозуміло, що це політична справа з самого початку — Фірташ. Архів оригіналу за 20 грудня 2016. Процитовано 5 травня 2015.
159. ↑  Фірташ вже планує повернутися в Україну. Архів оригіналу за 2 травня 2015. Процитовано 1 травня 2015.
160. ↑  В Австрії готувався замах на Фірташа — ЗМІ. Архів оригіналу за 13 листопада 2014. Процитовано 7 листопада 2014.
161. ↑  Фірташа «замовили» кілерам — ЗМІ. Архів оригіналу за 7 листопада 2014. Процитовано 7 листопада 2014.
162. ↑  ЗМІ: Фірташ повернеться в Україну на наступному тижні. Архів оригіналу за 22 грудня 2015. Процитовано 19 грудня 2015.
163. 1 2  Україна закрила небо для чартерів. Через Фірташа?. Архів оригіналу за 1 березня 2017. Процитовано 28 лютого 2017.
164. ↑  Аваков: Фірташа по прибуттю в Україну затримають. Архів оригіналу за 12 грудня 2015. Процитовано 1 грудня 2015.
165. ↑  Архівована копія. Архів оригіналу за 1 березня 2017. Процитовано 28 лютого 2017.{{cite web}}:  Обслуговування CS1: Сторінки з текстом «archived copy» як значення параметру title (посилання)
166. ↑  Глава МВД Арсен Аваков: «Игорь Валерьевич… вы сейчас не при Януковиче живете, индульгенции сейчас не покупаются, и „двадцатку“ в чемодане вы нам не носите». Архів оригіналу за 19 грудня 2015. Процитовано 19 грудня 2015.
167. 1 2  Австрійський суд остаточно відмовив в екстрадиції Фірташа Іспанії. Архів оригіналу за 9 січня 2018. Процитовано 9 січня 2018.
168. ↑  Австрійський апеляційний суд остаточно відмовив Іспанії в екстрадиції Фірташа - ЗМІ. ТСН. 19 грудня 2017. Архів оригіналу за 14 листопада 2019. Процитовано 9 червня 2021.
169. ↑  ТСН: Арешт сина Черновецького: Геращенку соромно, що це зробили не в Україні [Архівовано 24 лютого 2017 у Wayback Machine.]
170. 1 2  El País: Espanya demana l'extradició de l'oligarca ucraïnès Dmitry Firtash. [Архівовано 24 лютого 2017 у Wayback Machine.](кат.) 24.11.2016
171. 1 2  Catalan News Agency: 11 arrested in Barcelona and Costa Brava for allegedly laundering 10m EUR [Архівовано 24 лютого 2017 у Wayback Machine.].(англ.) 12.07.2016
172. 1 2  BBC: «Іспанська справа» Фірташа: що відомо [Архівовано 24 лютого 2017 у Wayback Machine.]. 23.02.2017
173. ↑  El País: España pide la extradición del oligarca ucraniano Dmitry Firtash [Архівовано 24 лютого 2017 у Wayback Machine.].(ісп.) 24.02.2016
174. 1 2  Die Presse: Firtasch soll an die USA ausgeliefert werden [Архівовано 22 лютого 2017 у Wayback Machine.]. (нім.) 21.02.2017
175. ↑  El País: Detenido el oligarca ucraniano Firtash por orden de la justicia española [Архівовано 24 лютого 2017 у Wayback Machine.].(ісп.) 21.02.2017
176. ↑  В Іспанії закрили кримінальну справу Фірташа через брак доказів. РБК-Україна (рос.). Архів оригіналу за 29 січня 2022. Процитовано 11 березня 2020.
177. ↑  Суд у Відні визнав допустимою екстрадицію Фірташа в США, остаточне рішення за міністром юстиції. ukranews.com. Українські новини. 21 лютого 2017. Архів оригіналу за 27 лютого 2017.
178. ↑  Бі-бі-сі: Дмитра Фірташа можуть видати в США чи Іспанію [Архівовано 24 лютого 2017 у Wayback Machine.]
179. ↑  Німецька Хвиля: Захист Фірташа планує подати скаргу в ЄСПЛ [Архівовано 23 лютого 2017 у Wayback Machine.]. 22.02.2017
180. ↑  Німецька Хвиля: Іспанія чи США: юридичні нюанси екстрадиції Фірташа [Архівовано 22 лютого 2017 у Wayback Machine.]. 21.02.2017
181. ↑  Фірташ про рішення віденського суду: будемо боротися. Архів оригіналу за 1 березня 2017. Процитовано 1 березня 2017.
182. ↑  Австрія: Фірташа звільнили з-під варти і затримали знову. Архів оригіналу за 2 березня 2017. Процитовано 1 березня 2017.
183. 1 2  Український бізнесмен Фірташ затриманий у Відні на підставі європейського ордера[недоступне посилання]
184. ↑  Фірташа затримали в будівлі суду після рішення про його екстрадицію (фото). Архів оригіналу за 2 березня 2017. Процитовано 1 березня 2017.
185. ↑  Бі-бі-сі: Фірташа затримали після засідання суду у Відні [Архівовано 22 лютого 2017 у Wayback Machine.]. 21.02.2017
186. ↑  Суд Відня відмовив прокуратурі в затриманні Фірташа у справі про екстрадицію до США. Архів оригіналу за 2 березня 2017. Процитовано 1 березня 2017.
187. ↑  Суд Відня відмовився заарештувати Фірташа за іспанським екстрадиційним запитом. ukranews.com. Українські новини. 23 лютого 2017. Архів оригіналу за 27 лютого 2017.
188. ↑  Бі-бі-сі: Фірташа звільнили під раніше внесену заставу [Архівовано 1 березня 2017 у Wayback Machine.]
189. ↑  Бі-бі-сі: Фірташа знову затримали [Архівовано 24 лютого 2017 у Wayback Machine.]. 23.02.2017
190. ↑  Суд у Відні звільнив Фірташа без додаткової застави. ukranews.com. Українські новини. 24 лютого 2017. Архів оригіналу за 27 лютого 2017.
191. ↑  Радіо Свобода: Фірташа звільнили з-під варти і затримали знову [Архівовано 2 березня 2017 у Wayback Machine.]
192. ↑  Суд у Відні звільнив Фірташа без додаткової застави. Архів оригіналу за 27 лютого 2017. Процитовано 28 лютого 2017.
193. ↑  УНІАН: Фірташ вважає себе невинним і має намір будувати в Австрії «якісний» захист [Архівовано 3 березня 2017 у Wayback Machine.]
194. ↑  Gericht: Firtasch wird nicht an Spanien ausgeliefert. kurier.at. 30 серпня 2017. Архів оригіналу за 31 серпня 2017.
195. ↑  Суд Відня відмовив Іспанії в екстрадиції олігарха Фірташа. ukranews.com. Українські новини. 30 серпня 2017. Архів оригіналу за 16 квітня 2018.
196. ↑  Екстрадицію Фірташа до США дозволили. ukranews.com. BBC News Україна. 25 червня 2019. Архів оригіналу за 27 серпня 2021. Процитовано 25 червня 2019.
197. ↑  Міністр юстиції Австрії дозволив екстрадицію Фірташа до США. Deutsche Welle. 25 червня 2019. Архів оригіналу за 30 березня 2022. Процитовано 5 квітня 2022.
198. ↑  В Австрії пояснили, коли можлива екстрадиція Фірташа. Це триватиме довше, ніж очікувалось. Голос Америки. 25 червня 2019. Архів оригіналу за 16 липня 2019. Процитовано 16 липня 2019.
199. ↑  Німецька Хвиля: Віденський детектив про Дмитра Фірташа: в очікуванні розв'язки [Архівовано 27 лютого 2017 у Wayback Machine.]. 21.02.2017
200. ↑  Фірташ очолив об'єднаний рух роботодавців. Архів оригіналу за 14 липня 2014. Процитовано 12 червня 2014.
201. ↑  Cambridge Commonwealth Trust. Архів оригіналу за 27 квітня 2012. Процитовано 16 лютого 2011. [Архівовано 2012-04-27 у Wayback Machine.]
202. ↑  Хіміко-технологічний — виробничникам // Сайт НТУУ. Архів оригіналу за 21 лютого 2011. Процитовано 16 лютого 2011.
203. ↑  Дмитро Фірташ став співголовою Ради вітчизняних та іноземних інвесторів при Міністерстві освіти і науки, молоді та спорту. Архів оригіналу за 14 липня 2014. Процитовано 12 червня 2014.
204. ↑  Указ Президента України №107/2012. Президент України. 2012. Архів оригіналу за 14 липня 2014. Процитовано 13 лютого 2023.
205. ↑  Інвестиційний фонд «Буковина» розпочав прийом заявок на отримання фінансування. Архів оригіналу за 23 квітня 2014. Процитовано 29 квітня 2014. [Архівовано 2014-04-23 у Wayback Machine.]
206. ↑  Ми створили унікальну систему розвитку бізнесу — Дмитро Фірташ. Архів оригіналу за 29 квітня 2014. Процитовано 29 квітня 2014.
207. ↑  ИНВЕСТИЦИОННЫЙ ФОНД «БУКОВИНА» ВЫДЕЛИТ СРЕДСТВА НА РЕАЛИЗАЦИЮ БИЗНЕС-ИДЕЙ ЧЕРНОВИЦКИХ СТУДЕНТОВ. Архів оригіналу за 14 квітня 2015. Процитовано 16 квітня 2014. [Архівовано 2015-04-14 у Wayback Machine.]
208. ↑  Заявки на привлечения инвестиционных и кредитных ресурсов. Архів оригіналу за 1 червня 2014. Процитовано 29 квітня 2014.
209. ↑  Група%20компаній%20Дмитра%20Фірташа%20Group%20DF%20та%20найбільші%20підприємства%20Буковини%20створили%20фонд%20підтримки%20бізнесу%20молодих,%20який%20на%20першому%20етапі%20планує%20профінансувати%2020%20бізнес-проектів%20(ФОТОРЕПОРТАЖ) Група компаній Дмитра Фірташа Group DF та найбільші підприємства Буковини створили фонд підтримки бізнесу молодих, який на першому етапі планує профінансувати 20 бізнес-проектів
210. ↑  Чернівецький Національний Університет. Альманах подій (PDF). Архів оригіналу (PDF) за 29 квітня 2014. Процитовано 29 квітня 2014. [Архівовано 2014-04-29 у Wayback Machine.]
211. ↑  Янукович ввів до складу держкомісії по співпраці з СОТ Ємельянову і Фірташа. Архів оригіналу за 4 жовтня 2013. Процитовано 4 жовтня 2013.
212. ↑  Роботодавці України провели об'єднавчий з'їзд - 30 Листопада 2011 - Ірпінська міська організаці Профспілки. bychairpinpon.at.ua. Архів оригіналу за 24 червня 2021. Процитовано 22 червня 2021.
213. ↑  У Києві відбувся Об'єднавчий з'їзд Федерації роботодавців України. photo.ukrinform.ua. Процитовано 22 червня 2021.{{cite web}}:  Обслуговування CS1: Сторінки з параметром url-status, але без параметра archive-url (посилання)
214. ↑  Указ Президента України Про призначення Фірташа Головою Національної тристоронньої соціально-економічної ради. Архів оригіналу за 21 грудня 2016. Процитовано 24 червня 2014.
215. ↑  У К А З Президента України про Національну тристоронню соціально-економічну раду. Архів оригіналу за 23 вересня 2016. Процитовано 24 червня 2014.
216. ↑  Соціальний діалог в Україні: міф чи реальність?. Архів оригіналу за 22 березня 2014. Процитовано 13 червня 2014. [Архівовано 2014-03-22 у Wayback Machine.]
217. ↑  В Україні необхідно децентралізувати управління економікою регіонів — Дмитро Фірташ. Архів оригіналу за 14 липня 2014. Процитовано 13 червня 2014. [Архівовано 2014-07-14 у Wayback Machine.]
218. ↑  Инвестиционный фонд «Буковина» профинансировал первый бизнес-проєкт в 2014 году. Архів оригіналу за 14 липня 2014. Процитовано 24 червня 2014.
219. ↑  Инвестиционный фонд «Буковина» выделит средства на реализацию бизнес-идей черновицких студентов. Архів оригіналу за 14 квітня 2015. Процитовано 16 квітня 2014. [Архівовано 2015-04-14 у Wayback Machine.]
220. ↑  У Житомирській області вперше проходить регіональний конкурс студентських бізнес-ідей. Архів оригіналу за 14 липня 2014. Процитовано 13 червня 2014. [Архівовано 2014-07-14 у Wayback Machine.]
221. ↑  Житомирські студенти можуть узяти участь у конкурсі бізнес-ідей. Архів оригіналу за 14 липня 2014. Процитовано 24 червня 2014.
222. ↑  Рада Федерації роботодавців України подякувала Дмитру Фірташу за значний внесок у консолідацію та посилення руху роботодавців. Архів оригіналу за 14 жовтня 2016. Процитовано 12 вересня 2016.
223. ↑  Час влаштувати Фірташу холодний душ у Лондоні [Архівовано 30 квітня 2014 у Wayback Machine.] // Сергій Лещенко на УП — 18 січня 2014
224. ↑  - FIRTASH FOUNDATION [Архівовано 2 травня 2014 у Wayback Machine.] // Companies in the UK — онлайн довідник (англ.)
225. ↑  Firtash Foundation, благодійний фонд [Архівовано 28 березня 2014 у Wayback Machine.] офіційний вебсайт
226. ↑  The FIRTASH Foundation Launches Days of Ukraine in the UK [Архівовано 2 травня 2014 у Wayback Machine.] // персональний сайт Дмитра Фірташа — 10 вересня 2013 (англ.)
227. ↑  Допоможи батьківщині. Архів оригіналу за 24 листопада 2016. Процитовано 23 листопада 2016.
228. ↑  Фірташ газифікував рідне село. Архів оригіналу за 24 листопада 2016. Процитовано 23 листопада 2016.
229. ↑  Фірташ збудував нову лікарню, готель, стадіон на малій батьківщині. Архів оригіналу за 24 листопада 2016. Процитовано 23 листопада 2016.
230. ↑  У м. Заліщики Тернопільської області відкрито сучасну районну лікарню. Архів оригіналу за 24 листопада 2016. Процитовано 23 листопада 2016.
231. ↑  У Заліщиках після реконструкції відкрито сучасну районну лікарню. Архів оригіналу за 24 листопада 2016. Процитовано 23 листопада 2016.
232. ↑  «DF Agro» визнаний кращим аграрним підприємством України. Архів оригіналу за 24 листопада 2016. Процитовано 23 листопада 2016.
233. ↑  Програма допомоги містам «Збережи своє місто». Архів оригіналу за 8 травня 2014. Процитовано 7 травня 2014.
234. ↑  Дмитро Фірташ: «Містоутворюючі підприємства повинні допомагати своїм містам». Архів оригіналу за 16 квітня 2014. Процитовано 12 червня 2014.
235. ↑  Архівована копія. Архів оригіналу за 14 липня 2014. Процитовано 12 червня 2014.{{cite web}}:  Обслуговування CS1: Сторінки з текстом «archived copy» як значення параметру title (посилання)
236. ↑  Як студенти Кембриджу опановують українську мову?. Архів оригіналу за 9 квітня 2015. Процитовано 27 листопада 2011. [Архівовано 2015-04-09 у Wayback Machine.]
237. ↑  Підтримка шкільної хімічної освіти. Архів оригіналу за 7 червня 2014. Процитовано 12 червня 2014.
238. ↑  Д.Фірташ очолив процес відновлення України. Архів оригіналу за 2 квітня 2015. Процитовано 16 березня 2015.
239. ↑  АГЕНТСТВО МОДЕРНІЗАЦІЇ УКРАЇНИ ПРЕДСТАВЛЯЄ ПЛАН РЕФОРМ. Архів оригіналу за 10 грудня 2015. Процитовано 8 грудня 2015.
240. ↑  Фірташ хоче залучити $300 млрд для відновлення України. Архів оригіналу за 20 березня 2015. Процитовано 16 березня 2015.
241. ↑  Фирташ взялся за экономическое восстановление Украины. Архів оригіналу за 7 березня 2015. Процитовано 16 березня 2015.
242. ↑  Можно ли вывести экономику Украины из кризиса?. Архів оригіналу за 8 грудня 2015. Процитовано 8 грудня 2015.
243. ↑  План з порятунку України: Дмитро Фірташ розповів, як зібрати 300 млрд доларів для країни (відео). Архів оригіналу за 10 грудня 2015. Процитовано 8 грудня 2015.
244. ↑  Україні потрібно починати реформи, а не чекати економічного дива, — Фірташ. Архів оригіналу за 2 квітня 2015. Процитовано 16 березня 2015.
245. ↑  Агентство з модернізації України створено у Відні. Архів оригіналу за 9 березня 2015. Процитовано 16 березня 2015.
246. ↑  План Фирташа. Часть 1. Архів оригіналу за 28 листопада 2015. Процитовано 8 грудня 2015.
247. ↑  Трагедия на бульваре Шевченко. Дело «Фирташ VS Калиновский» [Архівовано 25 квітня 2014 у Wayback Machine.]. — Українська правда. 07.06.2007
248. ↑  Знакомьтесь, Фирташ! Деньги, скандалы и женщины олигарха [Архівовано 16 березня 2014 у Wayback Machine.] — obozrevatel.com. 13.03.2014
249. 1 2  Жена Дмитрия Фирташа Лада Фирташ. Биография [Архівовано 13 квітня 2014 у Wayback Machine.]. — telegraf.by
250. ↑  Шуль, О., Луцишин, В. В Заліщиках знову відкрили районну лікарню на YouTube / Олена Шуль, Володимир Луцишин // TV-4. — 2012. — 21 вересня.